# Кінбурнський півострів
Кінбурнський півострів — низовинний півострів, що відділяє Дніпровсько-Бузький лиман від Чорного моря і зокрема його Ягорлицької затоки. Довжина півострова — 45 км, ширина — 4—12 км, площа — 215,6 км². Загальна довжина морської й лиманно-морської берегових ліній півострова становить 106 км, у тому числі 23 км зони відкритого моря. Розташований у межах Херсонської та Миколаївської областей України. Основою півострова є Кінбурнська арена — один із семи піщаних масивів (арен) Олешківських пісків, який сформований під впливом водних потоків Дніпра і певною мірою Південного Бугу. У процесі формування, зміни обрисів арени, під впливом водних потоків з Дніпра й Південного Бугу та вздовжбергових потоків у Чорному морів у північно-західній частині арени була утворена Кінбурнська коса, з піденно-західного боку — Камбальна (Покровська) коса. Остання під впливом берегових потоків у Ягорлицькій затоці та в Чорному морі з часом перетворилася в півострів (Покровський) з нині відмираючою Камбальною косою та новоутвореною Сухою косою (Кривульченко А. І., 2016).

## Історія

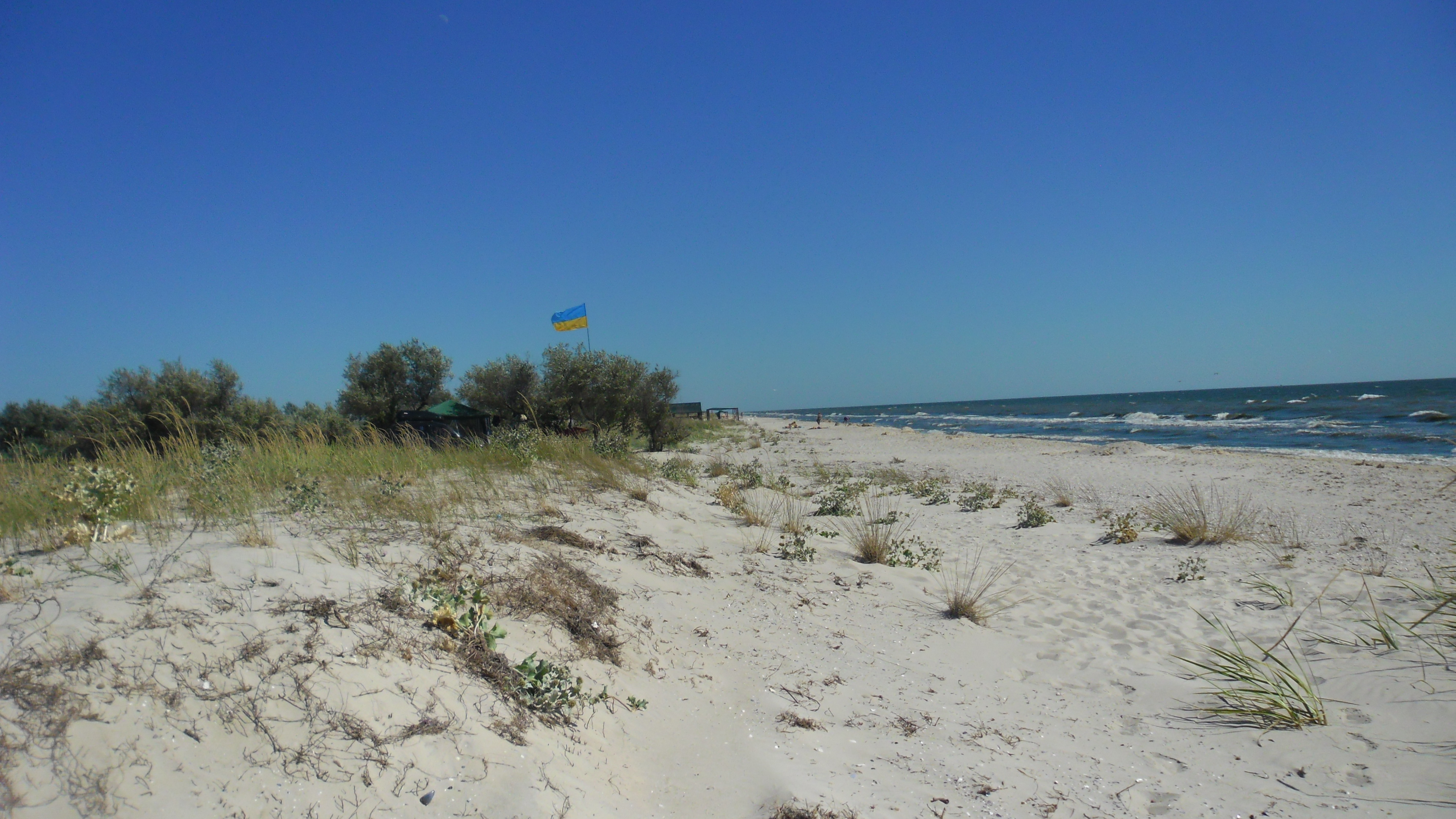
Кінбурнський півострів. Чорноморське узбережжя.

### Назва
В основі назви півострова - назва коси, Кінбурнської, між Чорним морем і Дніпровсько-Бузьким лиманом, на якій для захисту входу в лиман у XVI столітті османами була побудована фортеця Кінбурн. Топонім "Кінбурн" походить від турецької назви «Kilburun», де "kil" (тур.) - волос, "burun" (тур.) - ніс. Фортеця часто була в центрі конфлікту між османами, з одного боку, і українськими козаками, пізніше росіянами, з іншого боку. У 1787 і 1855 рр. на півострові відбувалися битви за фортецю.
Нинішній півострів у стародавні часи був добре відомий фінікійським купцям і піратам. Цей край колись називали Гілеєю (Борисфеніди). «Якщо переправитися через Борисфен (Дніпро), то першою від моря буде Гілея, а вгорі від неї живуть скіфи-хлібороби», — писав про Кінбурн давньогрецький історик Геродот, який відвідав цю землю в V ст. до н. е.
У 972 році, повертаючись з Болгарського походу, на півострові зимував князь новгородський і київський Святослав

### Археологія
На початку VI ст. до н. е. на Кінбурнському півострові, на лівому березі одного із рукавів Дніпровської дельти засновується Ягорлицьке ремісниче поселення. Іноді його помилково включають до ольвійської хори, але насправді воно було сезонним торжищем і ремісничим осередком, де працювали вихідці з фракійського регіону, Середнього Подніпров'я, Північного Кавказу і навіть із віддалених східних територій. Про це свідчить дуже широкий типологічний спектр мідних та бронзових предметів, які виготовлялись у майстернях Ягорлицького поселення.
У 1853 році біля берега було знайдено вівтар на честь Ахілла, залишений грецькими колонізаторами (на місці знахідки у 2012 році встановлено копію). У 2012—2013 роках в акваторії Кінбурну виявлено рештки давньогрецького корабля, що датується третьою чвертю V ст. до н. е. Корабель перевозив вантаж оливкової олії та вино. Це найдавніша пам'ятка античної доби в акваторії Чорного моря України.
Тут проходив шлях «Шлях із варяг у греки». З періоду Київської Русі на Кінбурнському півострові залишилися бронзовий келих типу кадильниці з прорізами і вушками з орнаментом, пластинки з такого ж металу від посуду, києво-руська бойова сокирка, срібний підсвічник, амулет у вигляді свинцевого коліщати з хрестиком усередині, фрагменти візантійської кераміки.
У віддаленішій частині Кінбурнської коси в XV столітті турками була побудована фортеця Кінбурн, в районі якої військо під командуванням Олесандра Суворова розгромило великий турецький десант в 1787 році. У ході Кримської війни фортеця була зруйнована франко-британським флотом, а її залишки потім використані для будівництва штучного острова північніше. Тут поховано Сидора Білого — запорозького старшину, кошового отамана Чорноморського козацького війська, командувача Чорноморської козацької флотилії.

## Географія

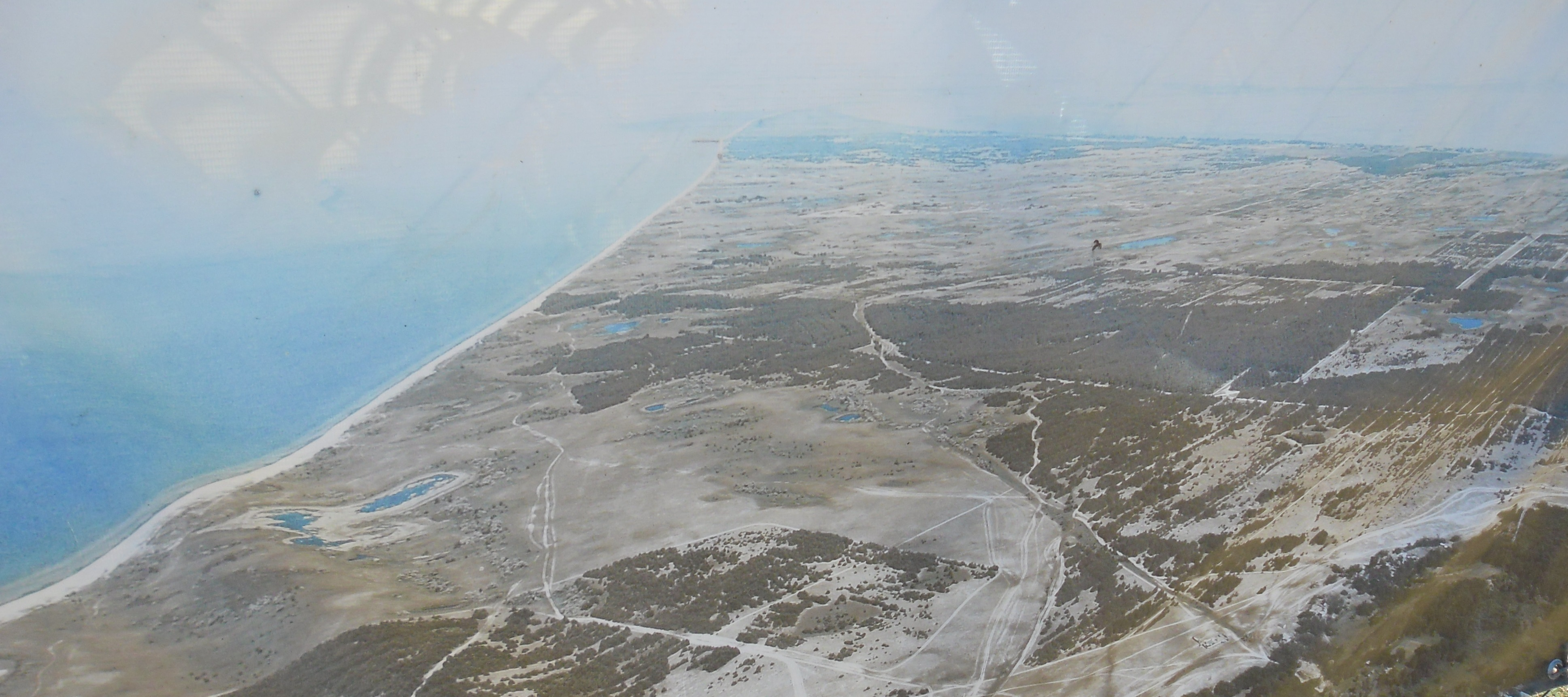
Кінбурнський півострів. Аеросвітлина.

### Фізико-географічні особливості

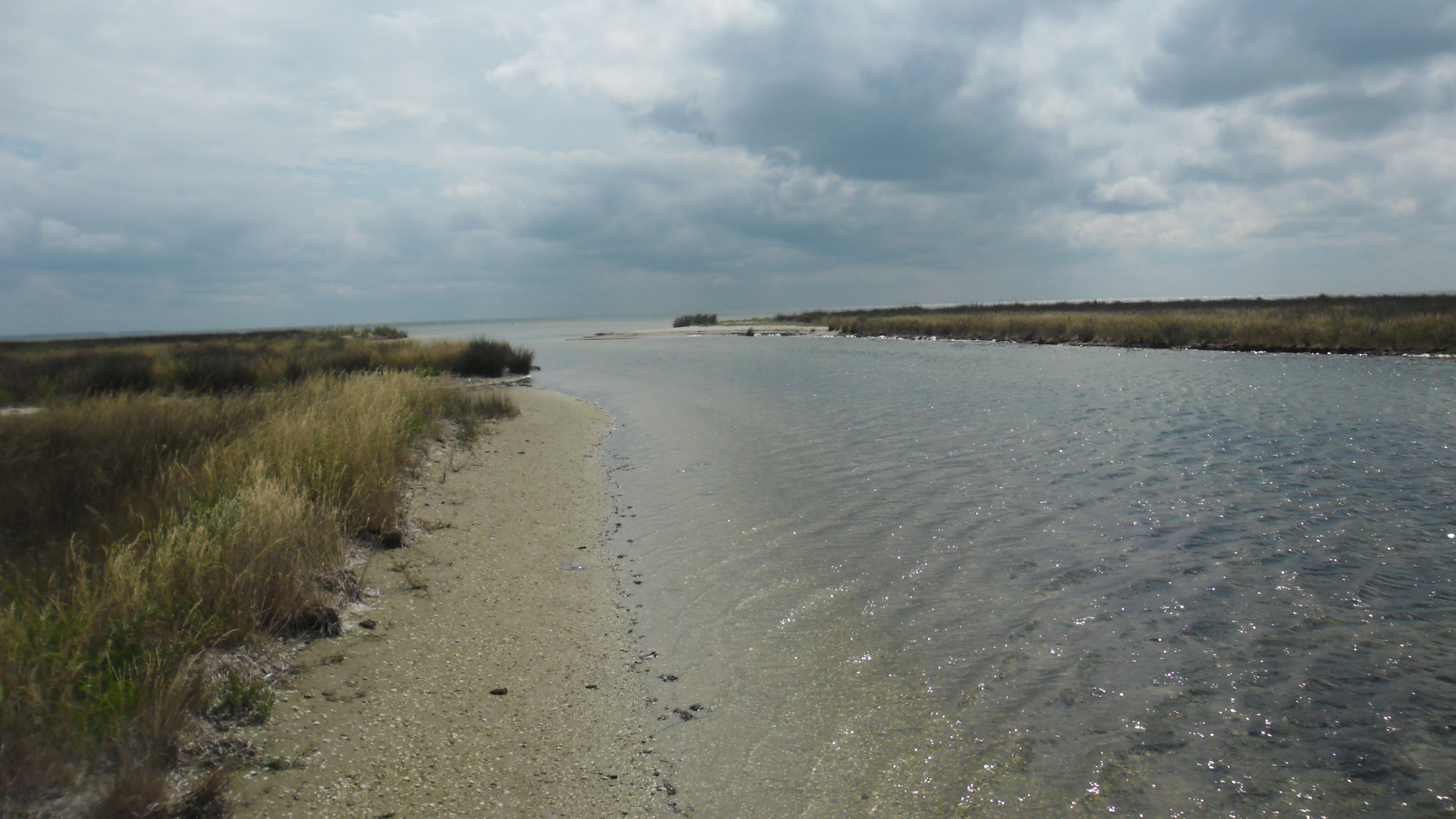
Район Ягорлицької затоки

Тектоніка, геодиніміка, геологічна будова. Територія півострова - частина Причорноморської тектонічної западини (Південноукраїнської монокліналі) з поступовим неотектонічним опусканням зі швидкістю 0.9-1.5 мм/рік. Півострів знаходиться в умовах сейсмічного впливу зони Вранча (Карпати, територія Румунії). У своїй основі півострів складений морськими карбонатними й алювіальними відкладами, де перші представлені переважно вапняками, зрідка піщаниками та глинами, другі - пісками Пра-Дніпра і вірогідно Пра-Південного Бугу. Потужність піщаних відкладів у західній частині п-ва становить 40-44 м, у східній - 20-30 м. 
Гіпсометрія, рельєф. Територія п-ва є низовинною рівниною, переважно з абсолютними відмітками до 3 м, подекуди в межах піщаної арени - до 5-14 м. Поверхня п-ва представлена аренними й морськими (лиманно-морськими) формами рельєфу з домінуванням у межах арен трьох типів форм рельєфу - горбистого, плоскорівнинно-низинного та западинного, де перший тип є переважаючим (51% від загальної площі п-ва) і представлений скупченням горбів (кучугур) еолового генезису, подекуди - піщаних пасом флювіального й таласогенного походження. Паралельно сформовані піщані пасма півдня п-ва є гігантськими рифлями дилювіального характеру (Кривульченко, 2016, 2024).
Клімат. Півострів має помірно-континентальний тип клімату, де визначальними факторами його формування є радіаційний (сумарна сонячна радіація - 4700 МДж/м.кв., гідротермічний коефіцієнт - 0.5-0.7), циркуляційний (середні значення швидкості вітру протягом року - 4-8 м/с, вітроенергетичні ресурси - понад 1600 годин робочої швидкості вітру, середня річна сума атмосферних опадів - 400 мм) та характер підстильної поверхні (піски, значні площі дрібних озер і западин).
Океанографічні особливості навколишніх водних об'єктів. Чорне море. Берегова зона п-ва у відкритій частині моря характеризується низинним суходолом, у центральній частині - з погорбленими масивами (кучугурами) і низькими вздовжбереговими дюнами. Підводна частина цієї зони є складовою Одеської банки, де ізобата в 5 м знаходиться на відстані 0.2-0.8 км від берегової лінії п-ва,10 м - на відстані 1-3 км. Рівневий режим моря тут переважно пов'язаний зі згінно-нагінними процесами. Поблизу п-ва в середньому багаторічному розрізі солоність води  становить 13-17 проміле, температура води в травні-серпні - 15-22 град., узимку море переважно не земерзає. У гідроекологічному контексті води моря мають багаторічний тренд до посилення забруднення внаслідок антропогенних процесів. Дніпровсько-Бузький лиман. Тут домінуючі глибини - 4-5 м, максимально - 19 м. У Кінбурнській протоці на відстані 100-120 м від дистальної частини Кінбурнської коси проходить Бузько-Дніпровсько-Лиманський морський канал. Рівневий режим у лимані переважно залежить від згінно-нагінних процесів. Солоність води протягом року коливається в межах 2-16 проміле, пересічно температура води влітку - 22-23 град., льодовий період триває близько 90 днів. Води лиману мають багаторічний тренд до посилення забруднення внаслідок антропогенних процесів. Океанографічні особливості лиману зазнали певних змін унаслідок зруйнування в 2023 р. російськими загарбниками Каховської греблі на Дніпрі. Ягорлицька затока - мілководна водойма з глибинами 2-4 м, її океанографічні особливості повністю залежать від впливу вод Чорного моря, особливо солоність, яка пересічно коливається в межах 10-18 проміле, інколи - понад 20 проміле.
Підземні та поверхневі води. Підземні води тут сконцентровані в двох комплексах гірських порід, - у вапняках неогену (нижний комплекс) і алювіальних та еолово трансформованих пісках антропогену (верхній комплекс). Область живлення нижнього водоносного комплексу - схили Українського щита, верхнього комплексу (грунтові води) - виключно за рахунок інфільтрації атмосферних опадів. Поверхневі води п-ва переважно представлені озерами (загальна площа - 24 км кв.), які подекуди з'єднані природними, зрідка штучними протоками ("гирлами"), "водообмінними каналами". Деякі озера з'єднані жолобами перетікання з водами Ягорлицької затоки, рідше - моря. На території п-ва зафіксовано 988 озер (Кривульченко, 2016), 547 - з площею понад 0.25 га. Більшість озер мілководні (до 1-2 м), солоні (подекуди до 250 проміле), зрідка є прісні озера. За генезисом озера п-ва поділені на 5 типів: лагунно-морський, внутріаренний флювіально-залишковий та 3 інгресивного характеру. Група "Прогнойських озер" (район с. Геройське, кол. Прогної) здавна відома в якості об'єктів солепромислу.
Грунти. Специфіка гіпсометрії та рельєфу обумовлює яскраво виражений інтразональний характер грунтів п-ва. За сучасної Міжнародної класифікації грунтів (2014) грунтовий покрив п-ва належить до групи ареносолей (arenosoils). Карта грунтів Національного атласу України (2007) класифікує їх як "дернові піщані та глинисто-піщані переважно неоглеєні грунти в комплексі зі слабогумусованими пісками, подекуди з кучугурним рельєфом та чорноземні піщані грунти". Зазначена типологія грунтів переважно стосується домінуючої аренної частини п-ва, проте грунти піщаної арени і морських акумулятивних форм рельєфу п-ва тут також характеризуються яскравим проявом різноманітних галогенних грунтів, зокрема солонців-солончаків. В умовах кіс, а також у прибережних западинах тут розвинуті марітимні лучні грунти (Кривульченко, 2016).  
Рослинний покрив, тваринний світ та заповідні об'єкти. Рослинний покрив п-ва має яскраво виражений інтразональний характер, що в головному обумовлено особливостями його літології (піски), домінуючої низинності та різноманіття рельєфу, а також антропогенного впливу (лісорозведення, рекреація, військова інтервенція Росії). Зазначені фактори обумовили специфіку деревно-чагарникової, лучної, псамофільної та галофільної рослинності п-ва (Уманець, 2012). Подекуди на території п-ва сформовані унікальні фітокомплекси низинної морської тераси зі зростанням орхідної рослинності, колкові біогеоценози та вільхові, дубово-березові й осикові гаї Кінбурнської арени. Популяція диких орхідей на площі понад 60 га — одна з найбільших подібних природних екосистем у Європі. Рослинний покрив п-ва зазнавав суттєвих змін під впливом неконтрольованого випасу тварин і головно лісорозведення, починаючи з другої половини ХІХ ст. Тваринний світ. Сухостепове приморське положення та певна ізольованість п-ва обумовили специфіку його тваринного світу, що сприяло різноманіттю (Петрович, Редінов, 2020) фауни хребетних (птахи, ссавці, амфібії, зміїі) і безхребетних (павуки, комахи). На окрему увагу тут заслуговує факт проходження через п-ів міграційних потоків багатьох видів птахів (приклад - пелікани). Заповідні об'єкти. Специфіка рослинного покриву і тваринного світу п-ва обумовила утворення тут декількох заповідних об'єктів, головними з яких є Чорноморський біосферний заповідник з двома унікальними ділянками "Волижин ліс" та "Солоноозерна", національний природний парк "Білобережжя Святослава", регіональний ландшафтний парк "Кінбурнська коса", водно-болотне угіддя "Ягорлицька затока". Площа заповідних об'єктів п-ва складає 68 % від усієї його площі. Кінбурнський півострів — важлива ланка приморського екологічного коридору, в межах якого пролягають міграційні шляхи великої кількості водоплавних та навколоводних птахів. Він слугує місцем гніздування багатьох рідкісних видів постійних і сезонних міграцій птахів — пухівки, кульона великого, кулика-сороки. На півострові розташоване низинне заболочене урочище «Ковалівська сага» або «Геродотова Гілея», оточене піщаним пасмом із прилеглим озером, яке має прісну воду в північній частині і солону в південній частині. Це урочище, на площі близько 12 гектарів, утворює єдину екосистему з ізольованих солестійких популяцій чорної вільхи, трав'янисто-болотної рослинності та численних плазунів, кажанів і птахів. У водно-болотних угіддях Бієнкових плавнів, площею понад 1 тис. га., нереститься короп та карась, гніздуються різні види птахів Нижнього Подніпров'я. Окупація з 2022 р. Росією всієї території п-ва наносить невиправну шкоду рослинному покриву, тваринному світу і зокрема його заповідним об'єктам.
Ландшафтна структура. Розроблені систематика ландшафтних місцевостей п-ва (50 видів) та типологія мезоформ рельєфу Кінбурнської арени (з показом 14 видів форм рельєфу) вперше на науковій основі проілюстрували унікальність природи Кінбурнського п-ва (Кривульченко, 2016, 2024), зокрема специфічний за генезою еолово-гідрогенний інгресивно-озерний ландшафт.
Антропогенна трансформація ландшафтів.  Територія Кінбурнського півострова, орієнтовно з X ст. до н.е., піддавалася певному послідовному впливу антропогенної діяльності кіммерійців, скіфів, греків Ольвії, ранніх слов’ян, гунів, печенігів, слов’ян Київської Русі, золотоординців, васальних до Османської імперії кримських татар, пізніше запорозьких козаків та знову кримських татар. І такі етнічні зміни тривали до самого кінця XVIII ст. Постійні ж поселення тут почали формуватись лише з XV ст., - часу заснування на Кінбурнській косі турецької фортеці  й  татарського  аулу  Кілбурун  (Кінбурн) та часу створення в самому кінці XVIII ст. козацької Прогнойської паланки. З кінця другої половини XVIII ст., - часу приєднання Північної Таврії до Російської імперії, на території Кінбурнського півострова починають з’являтися переселенці з інших регіонів України, здебільшого з Чернігівської губернії. У переважній більшості це були селяни, відставні солдати і запорозькі козаки, які владою наділялися землею та яким надавались певні грошові позики. Згідно карти Дніпровського повіту Таврійської губернії (1897 р.), що за авторства Ф. Самсоні-Тодорова, на території півострова існувало три україномовних села з загальною кількістю «душ обоего пола» 2890, 10 хуторів (економій), - окремих мало- або однодвірних садиб,  8 дрібних рибацьких поселень. Вплив таких поселень на навколишнє природне середовище здебільшого полягав у виловлюванні риби, полюванні, розведенні овець і великої рогатої худоби, а також здійсненні дрібного приватного овочівництва та ягідництва. Вівчарство, приблизно з часу будівництва на Кінбурнській косі фортеці Кінбурн і до 50-х років минулого століття, було важливим фактором пасовищної дигресії на території півострова. З часом кількість населення на п-ві поступово зменшувалася, проте вплив людини на природу півострова ставав все більш відчутним, що пов’язано з господарсько-рекреаційною діяльністю людей і відповідним виникненням геоекологічних проблем. Станом на 2016 рік на території півострова в межах Миколаївської області (с. Покровка, с. Покровське, с. Василівка) проживало 229 осіб, у межах Херсонської області (с. Геройське) – 614 осіб. Із наявної кількості населення Кінбурнського півострова приблизно половина належила до працездатної частини. До 2022 р., часу анексії півострова Росією, вплив діяльності людей на ландшафти переважно здійснювався в наступних напрямках: активному впровадженні лісомеліоративних заходів, веденні місцевим населенням приватного господарювання, видобутку й «вирощуванні» садної солі та інтенсивному рекреаційному будівництві в західній частині п-ва. З часу появи російських військових формувань на п-ві відбулося дуже значне зменшення кількості місцевого населення, вигоряння значних площ лісів, руйнування важкою технікою піщаних грунтових доріг, інші руйнівні процеси, оцінка яких буде здійснена після закінчення війни проти України.
Цінність та значення Кінбурнського п-ва як природного об'єкта: природно-ландшафтна специфіка, - характер рельєфа, утворення внаслідок дилювіальних (катафлювіальних) процесів, ландшафтне різноманіття, незвичність бііогеоценозів; соціофункціональне значення, - природоохоронне (заповідні об'єкти, серед яких ділянки Чорноморського біосферного заповідника "Волижин ліс" і "Солоноозерна" - об'єкти національного надбання України), рекреаційно-туристське, селитебне, лісогосподарське, транспортне, гірничовидобувне ("вирощування" садної солі), освітньо-виховне; почуттєво-емоційне значення, - відносна незайманість, "дикість" ландшафтів, їх гармонійність, мальовничість (приклади прояву - твори пейзажиста Володимира Зебека, фототвори В. В. Клімова, Світлани Кустової, роман Олександра Глушка).

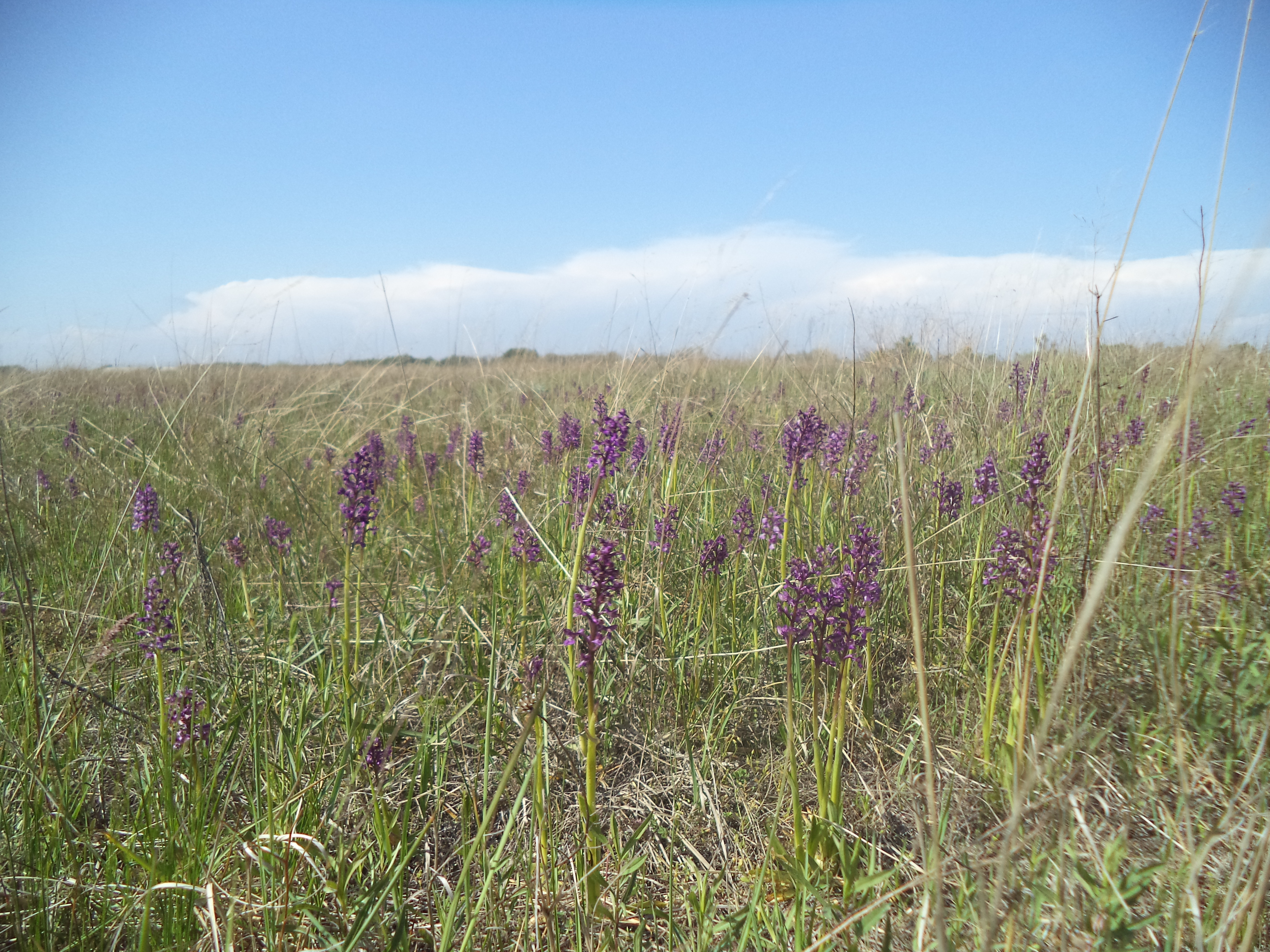
Покровське поле диких орхідей.

## Галерея

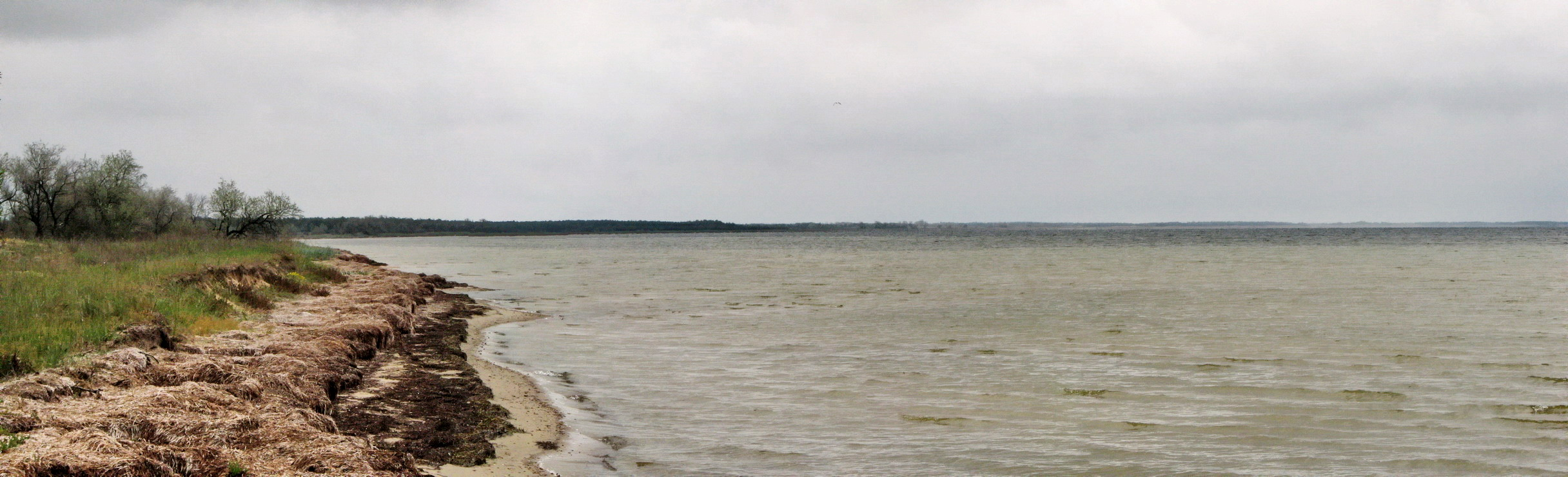
Ягорлицька затока
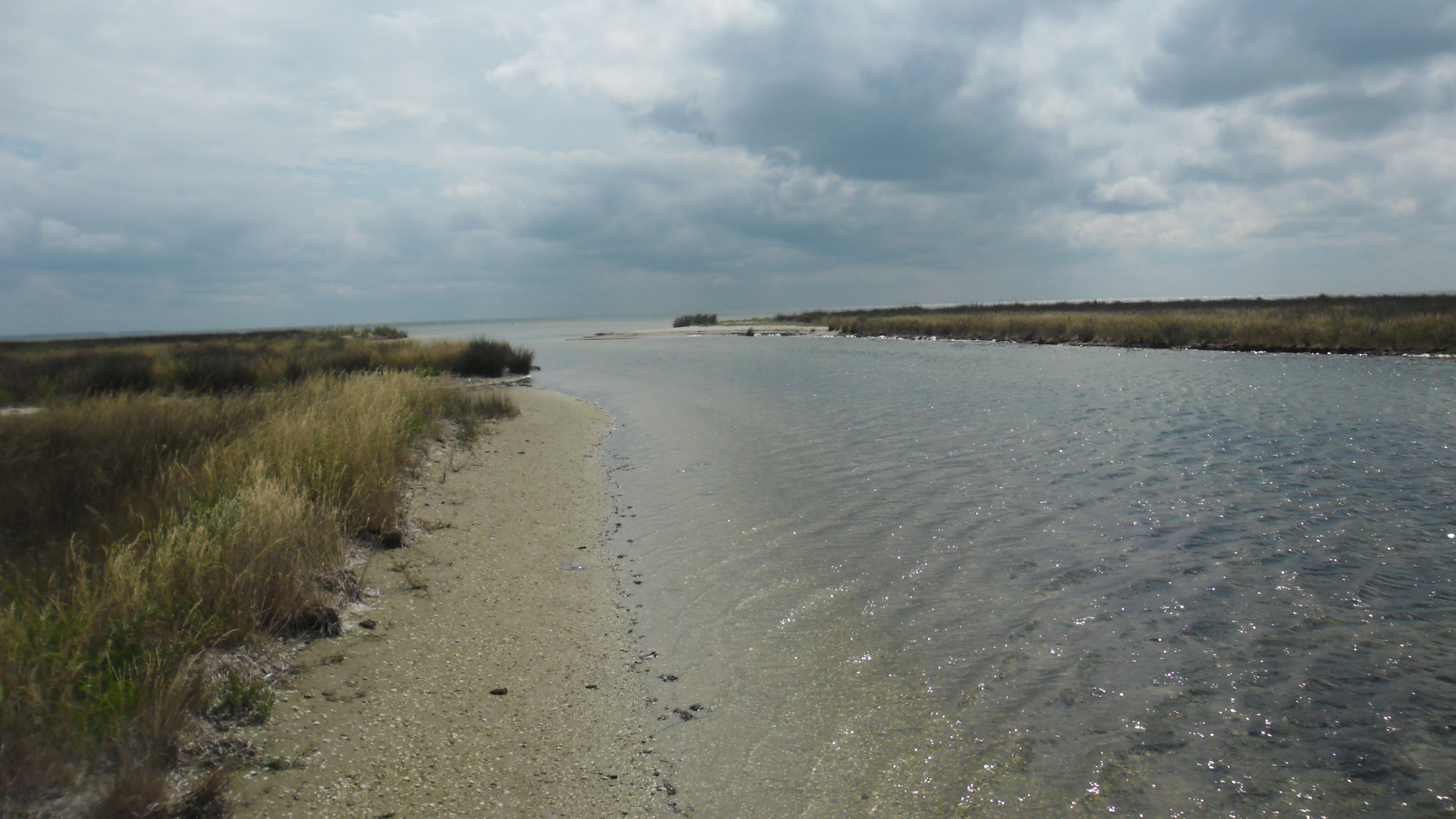
Район Ягорлицької затоки.
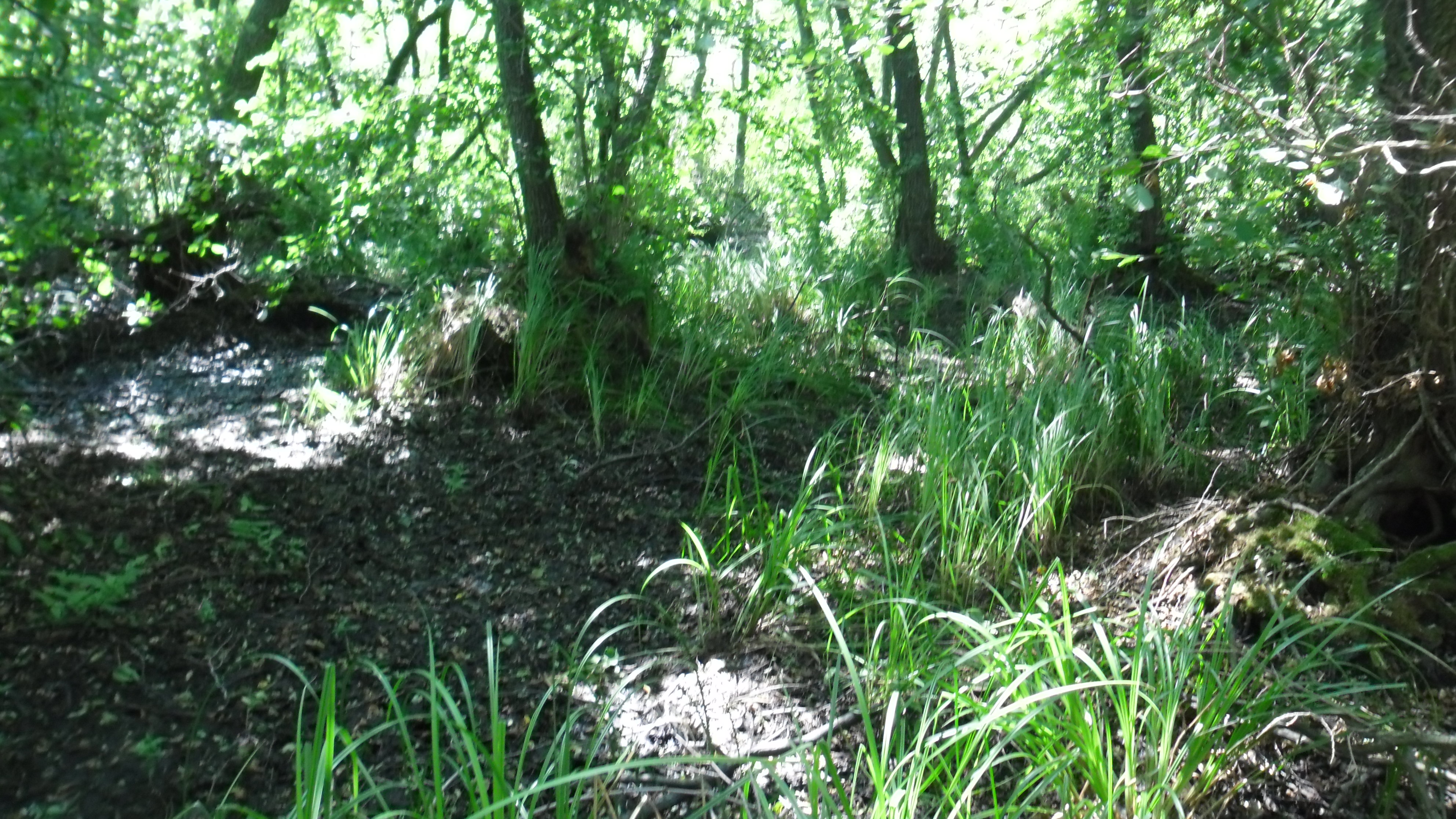
Ковалівська сага. Фрагмент, 2017 р.
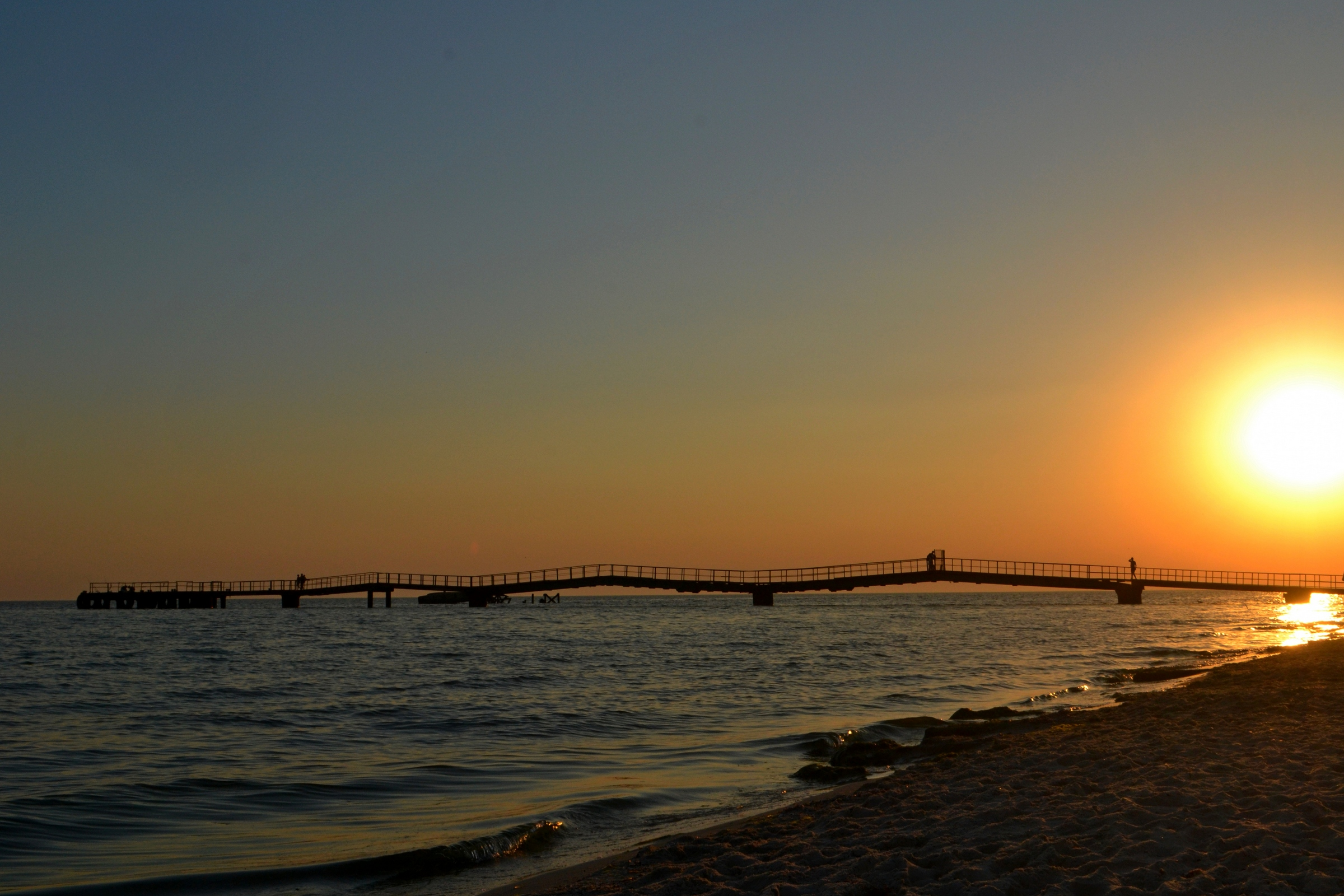
Кінбурнська коса — пірс
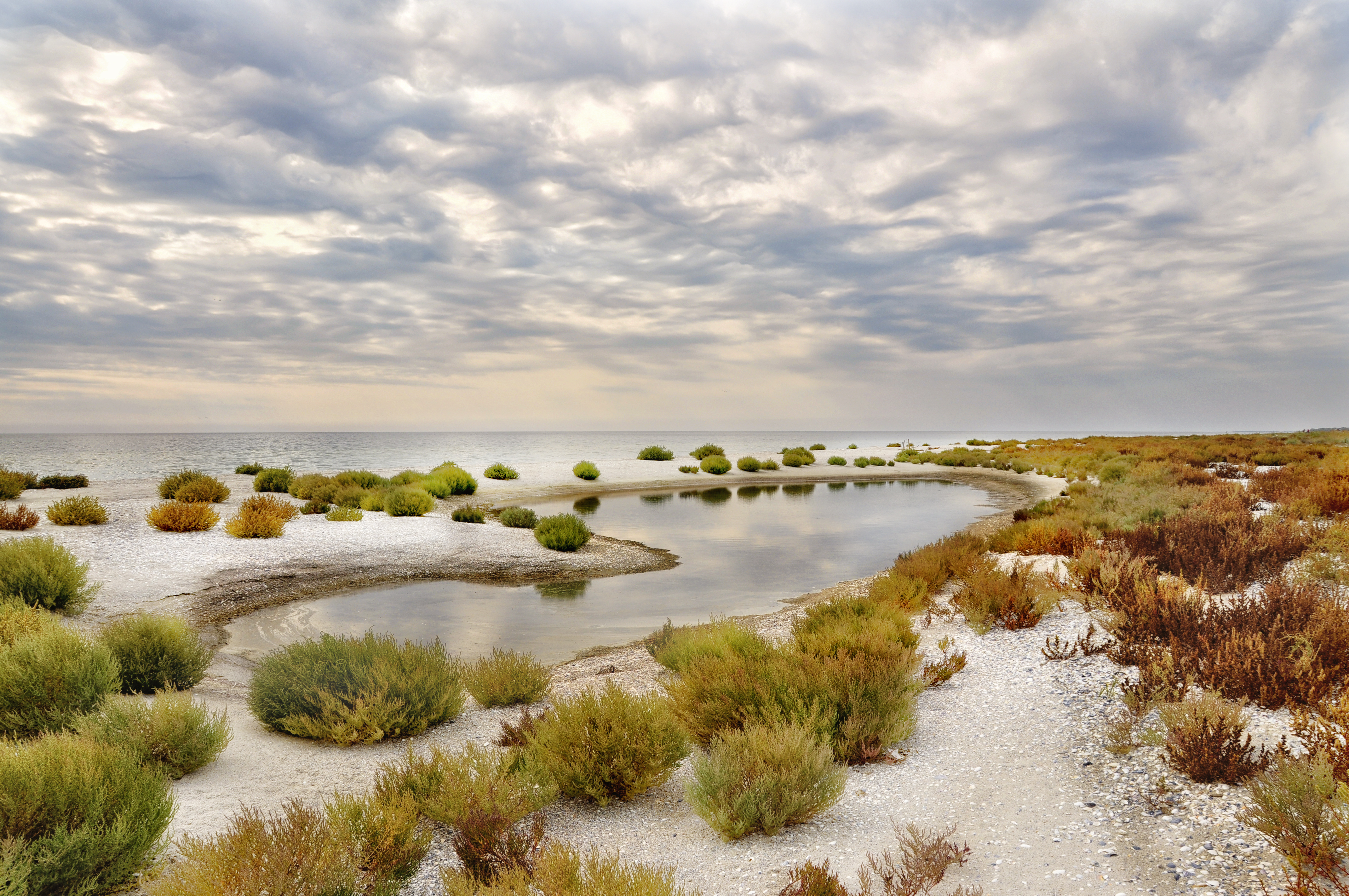
Кінбурнська коса восени
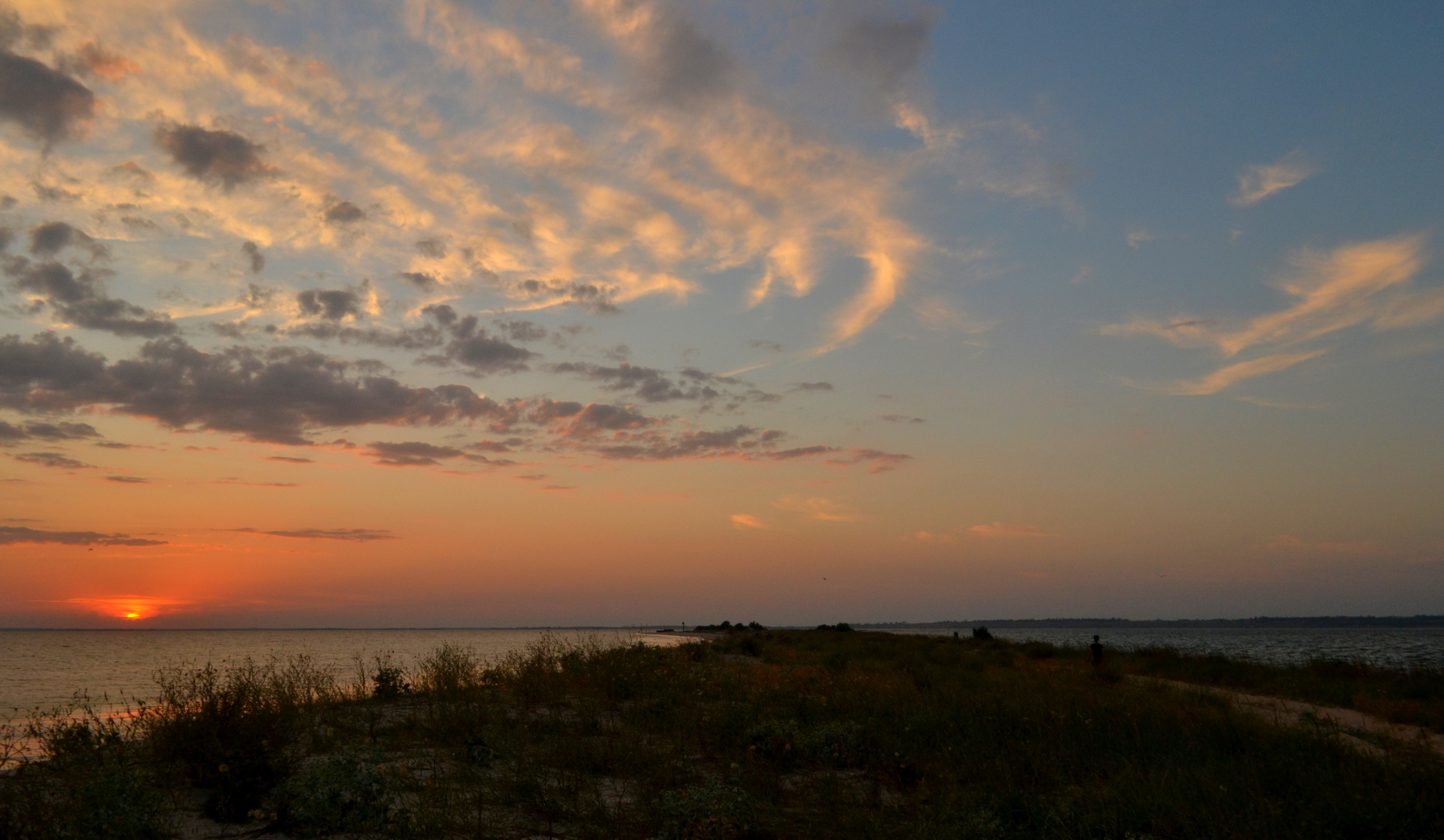
Кінбурнська коса — захід сонця. Між Чорним морем та Дніпро-Бузьким лиманом
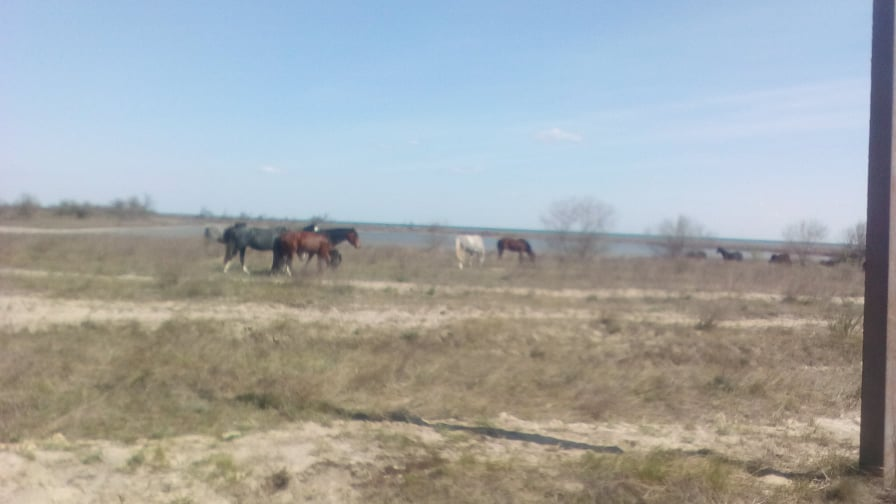
Табун на березі Ягорлицької затоки
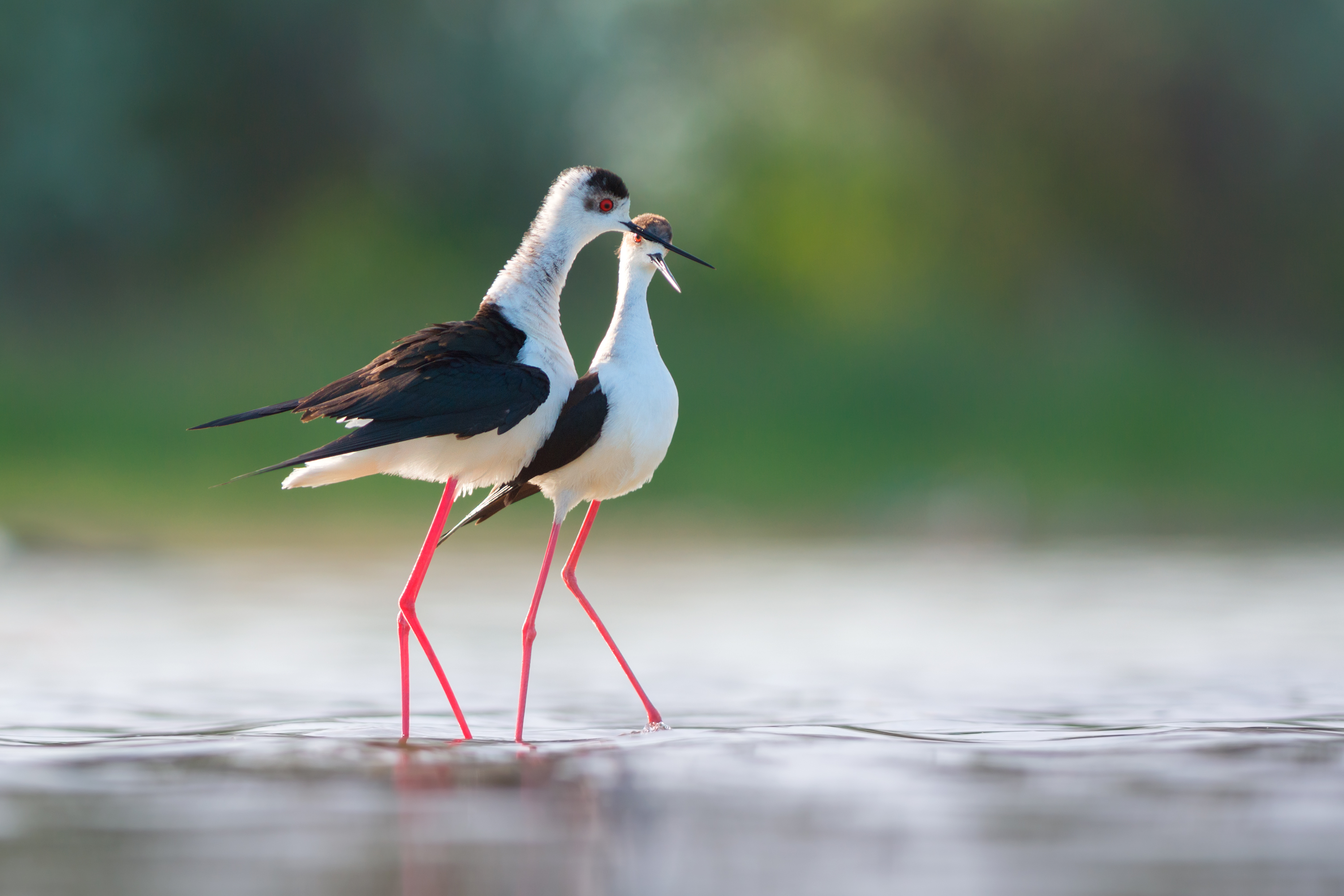
Кулик-довгоніг
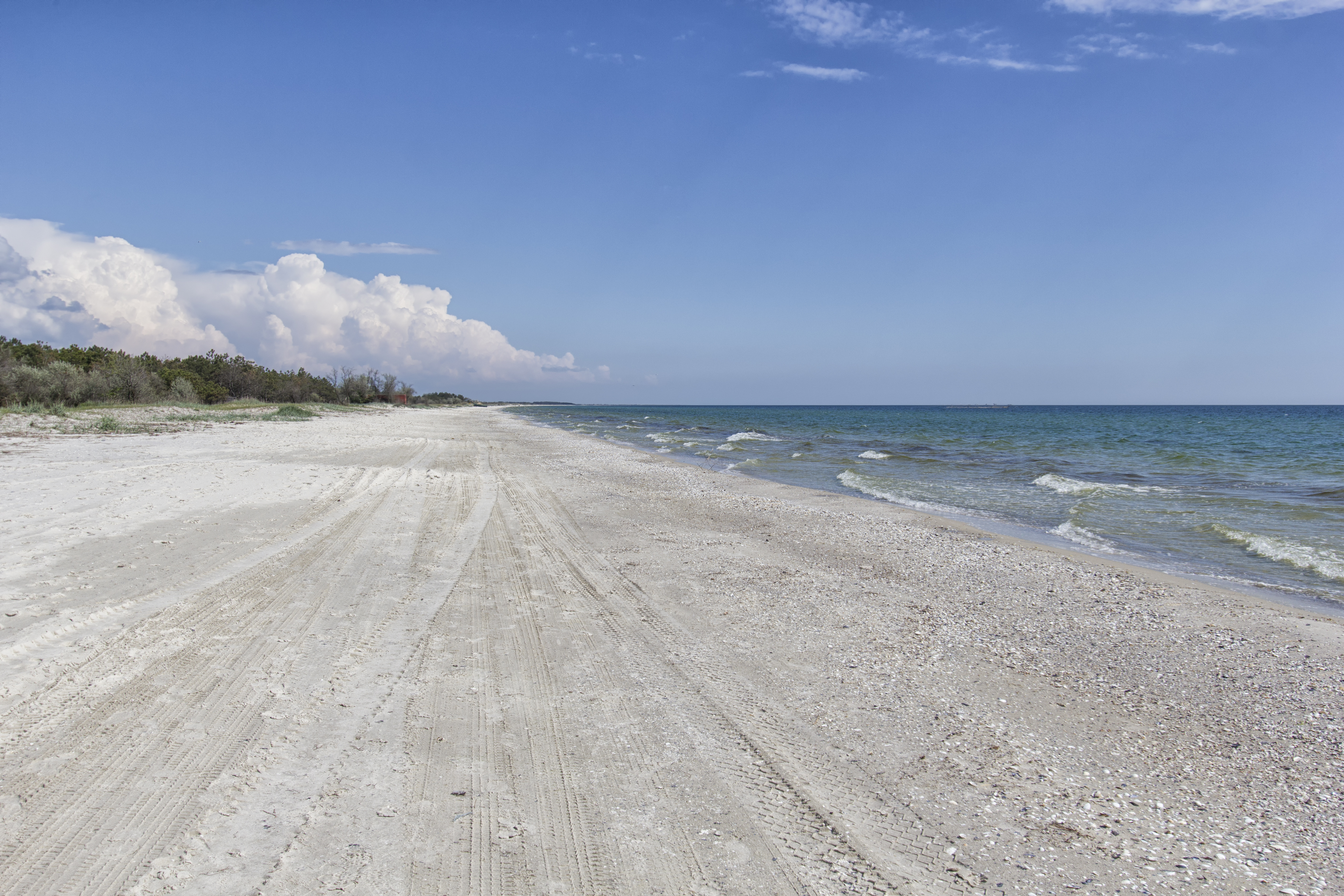
Фрагмент Кінбурнської коси
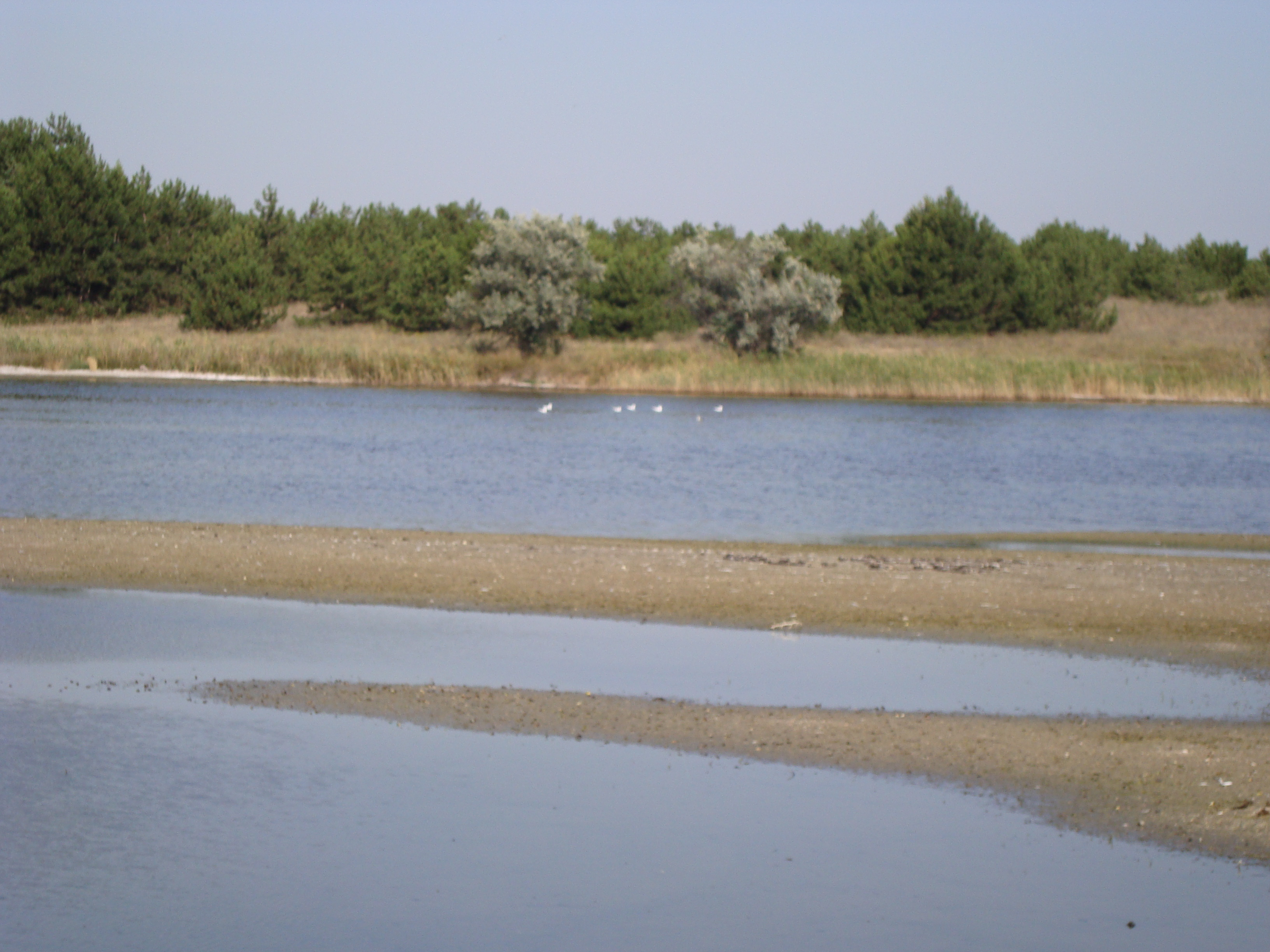
Соснові насадження та маслинки
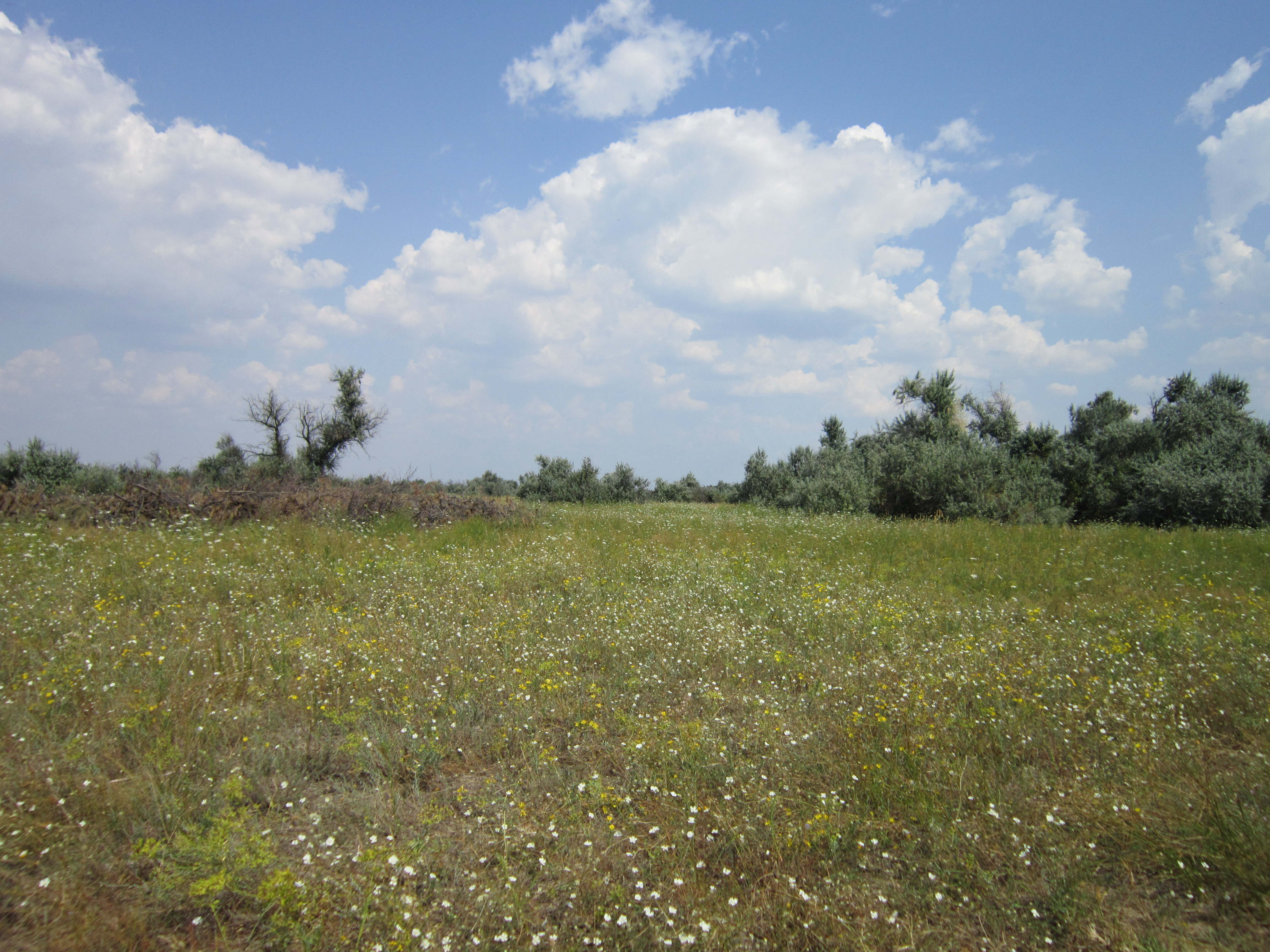
Степова ділянка на Кінбурнській косі
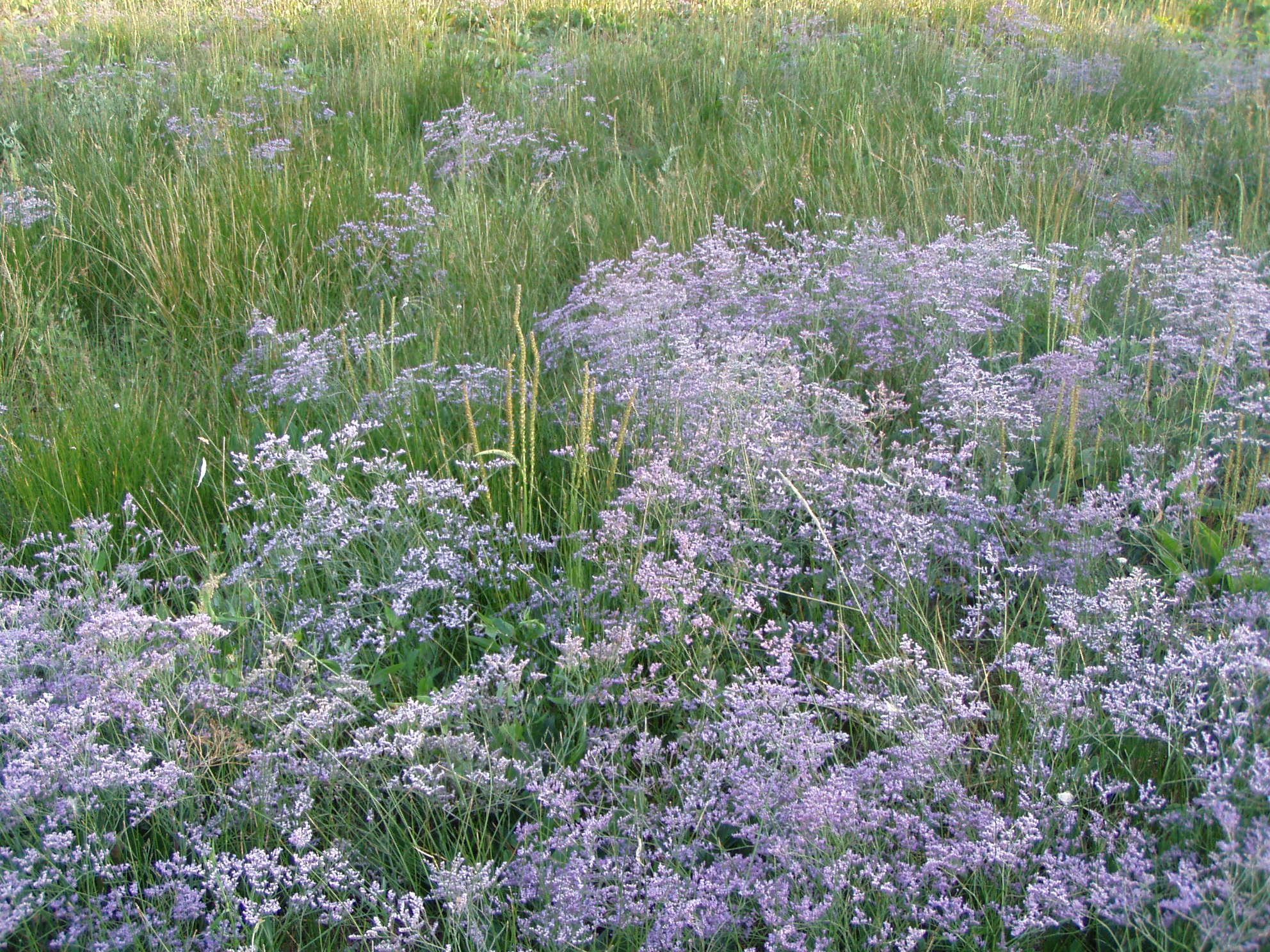
Рослинність Кінбурнської коси
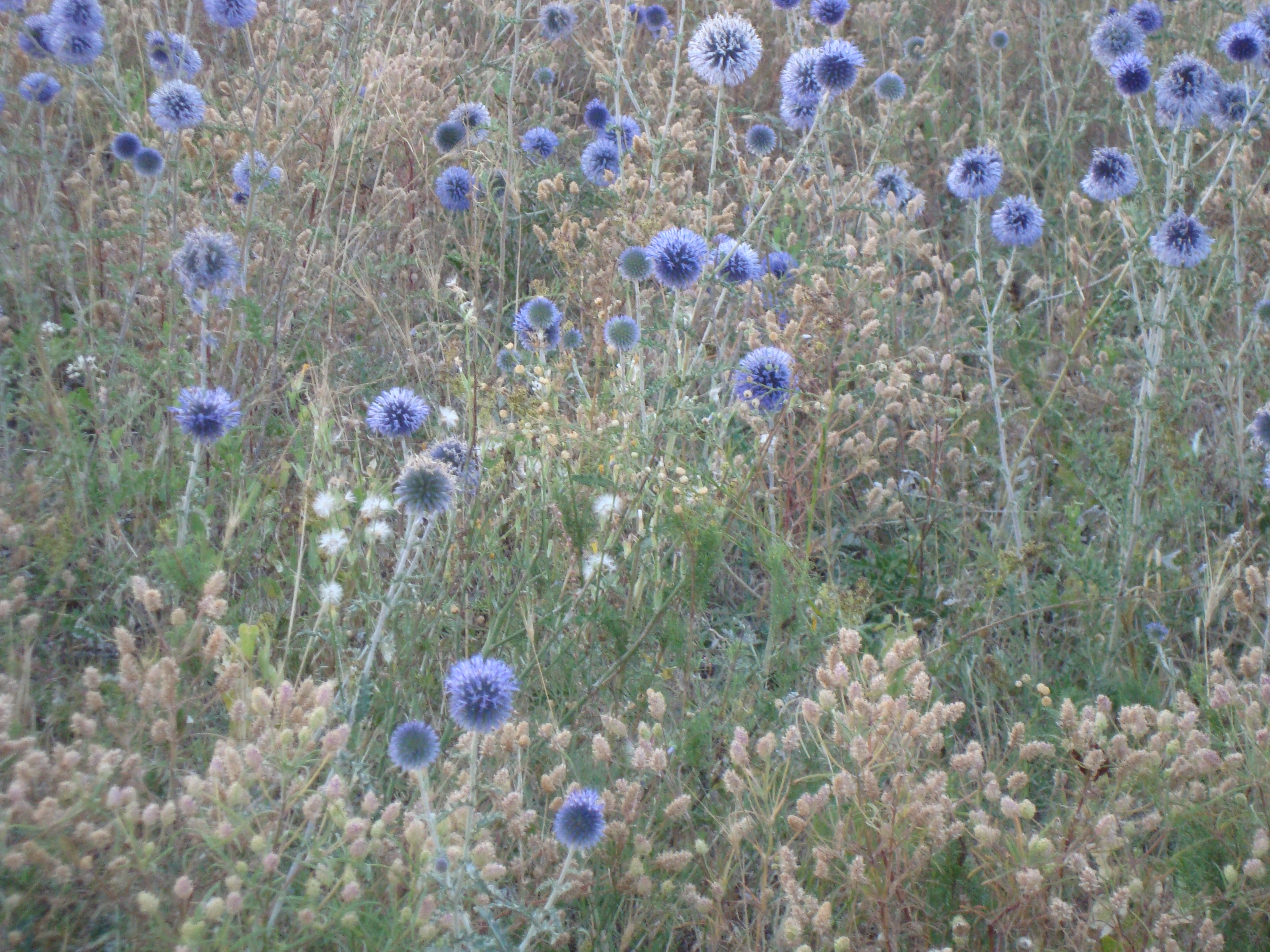
Квіти Кінбурнської коси
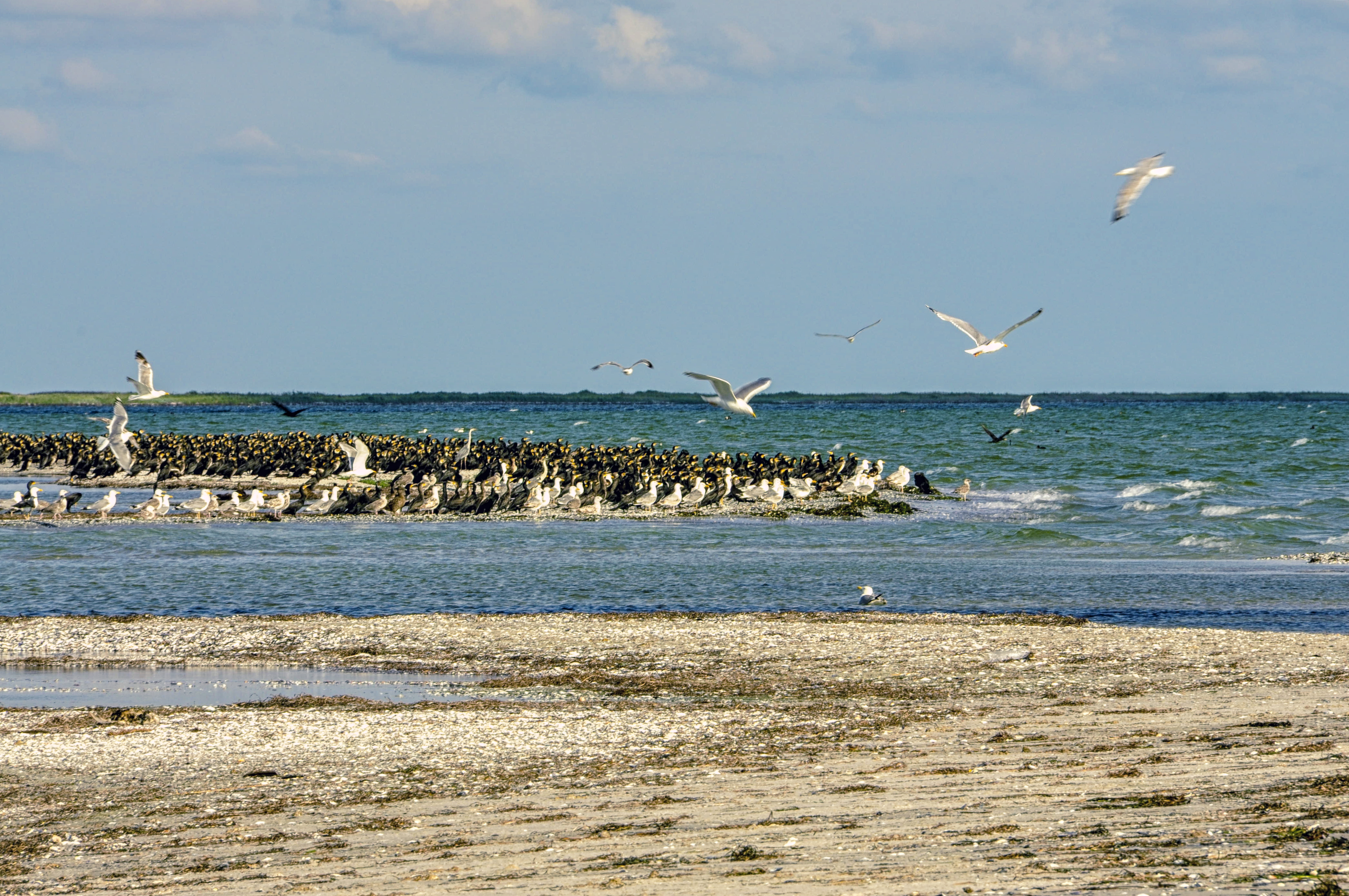
Мартини та баклани на Кінбурнській косі
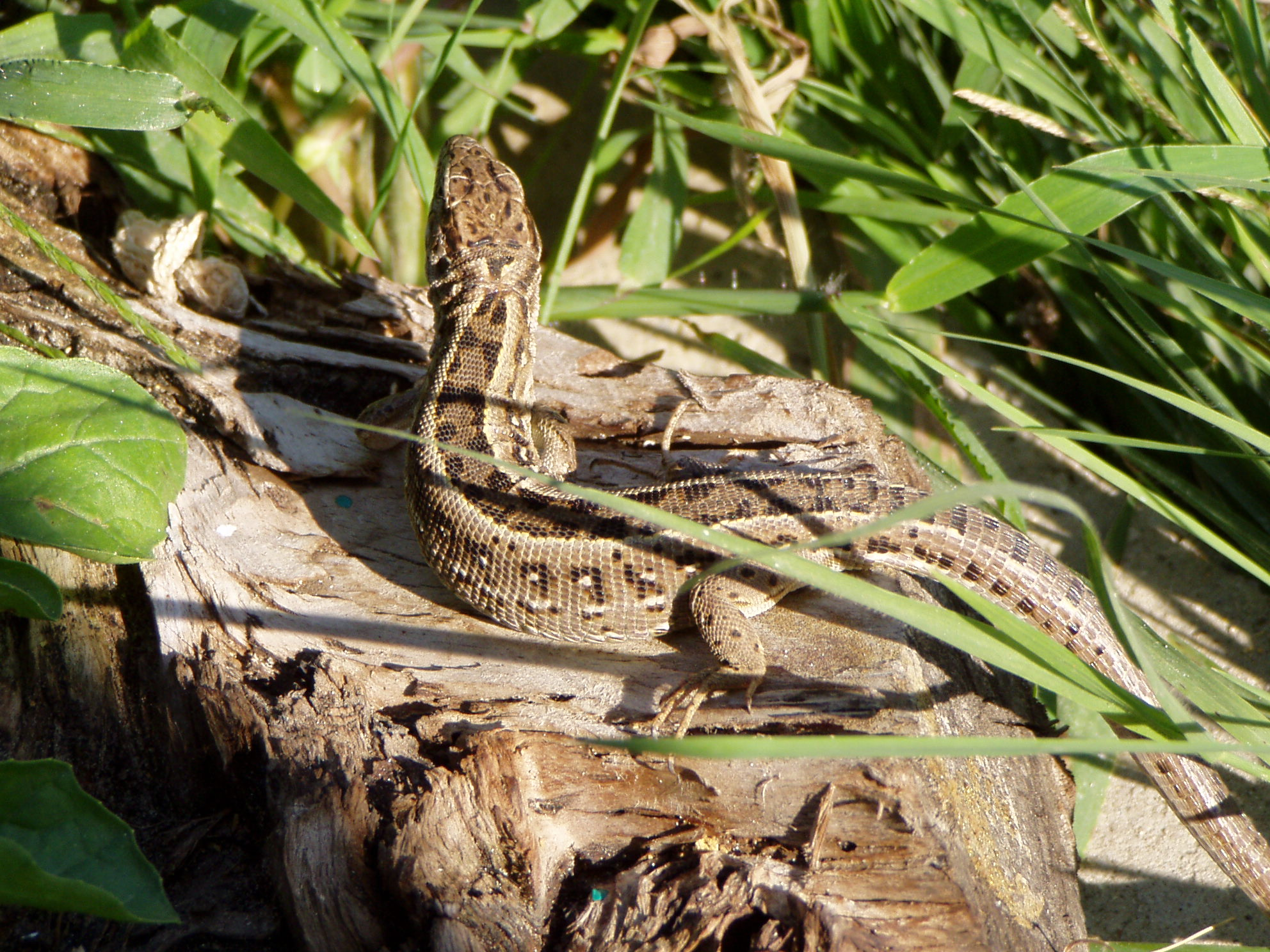
Ящірка на Кінбурнській косі
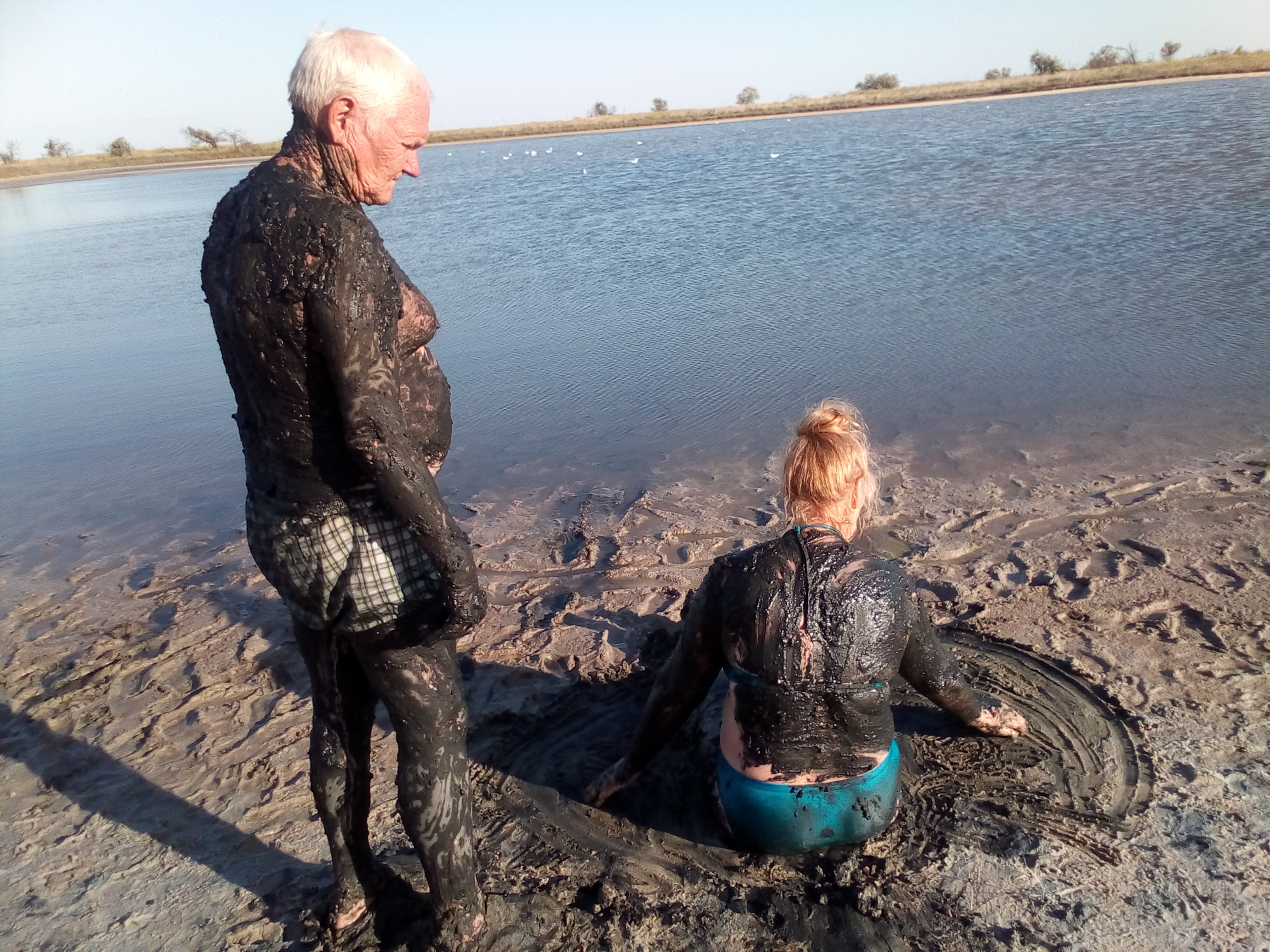
Грязьове озеро. Фрагмент.
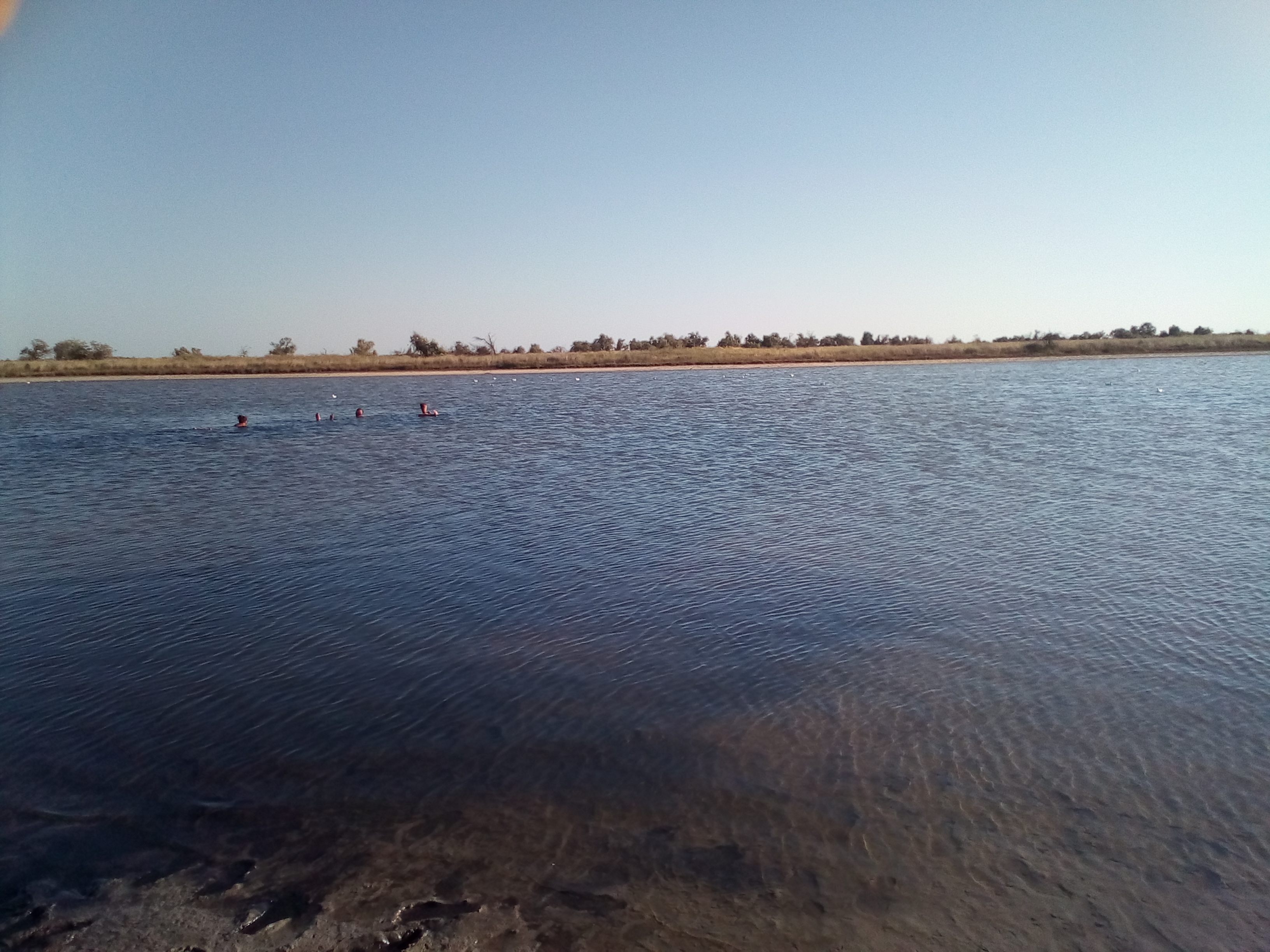
Грязьове озеро. Фрагмент.
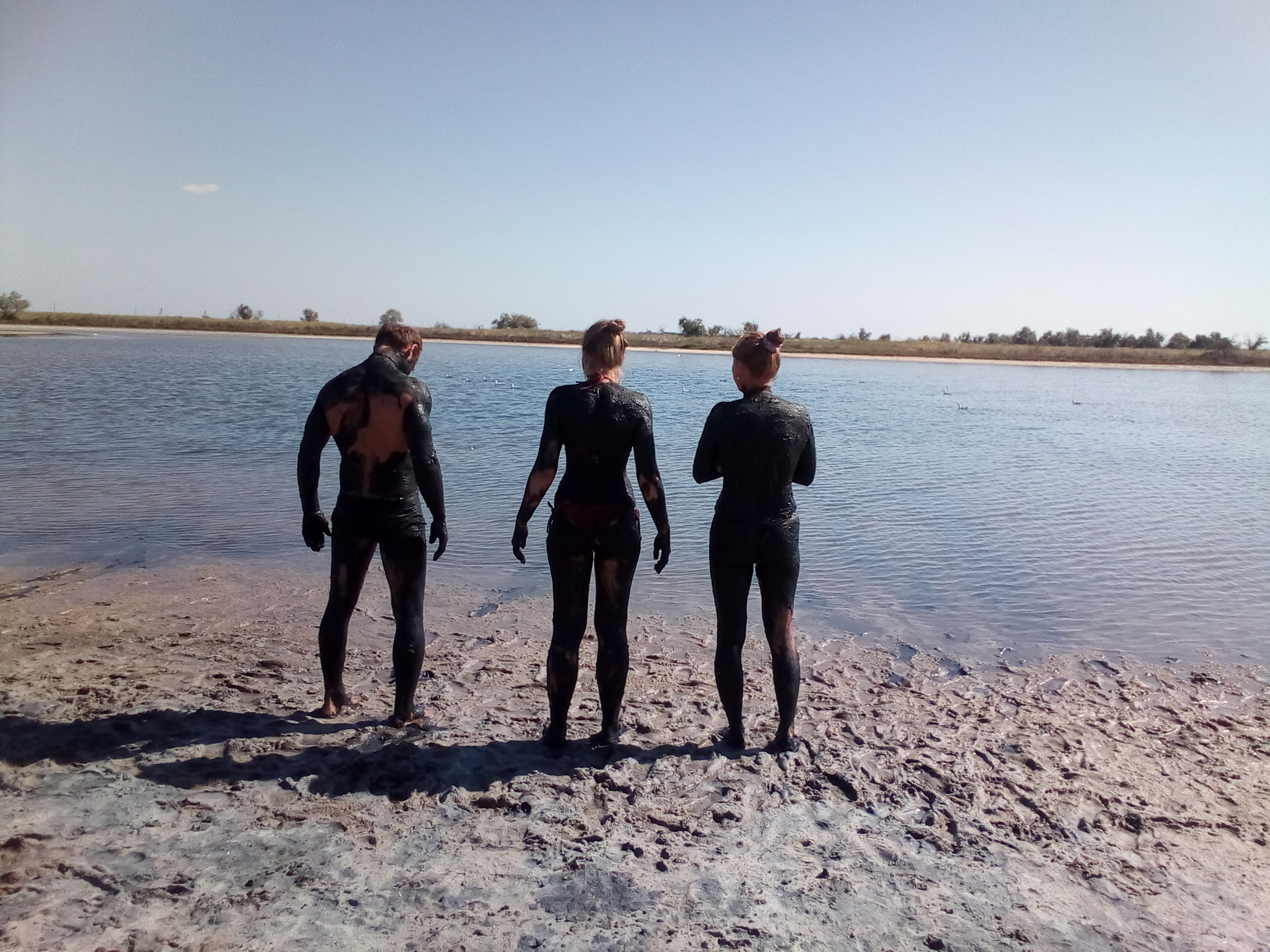
Грязьове озеро. Фрагмент. ‎
Композиція поблизу метеорогічної станції.
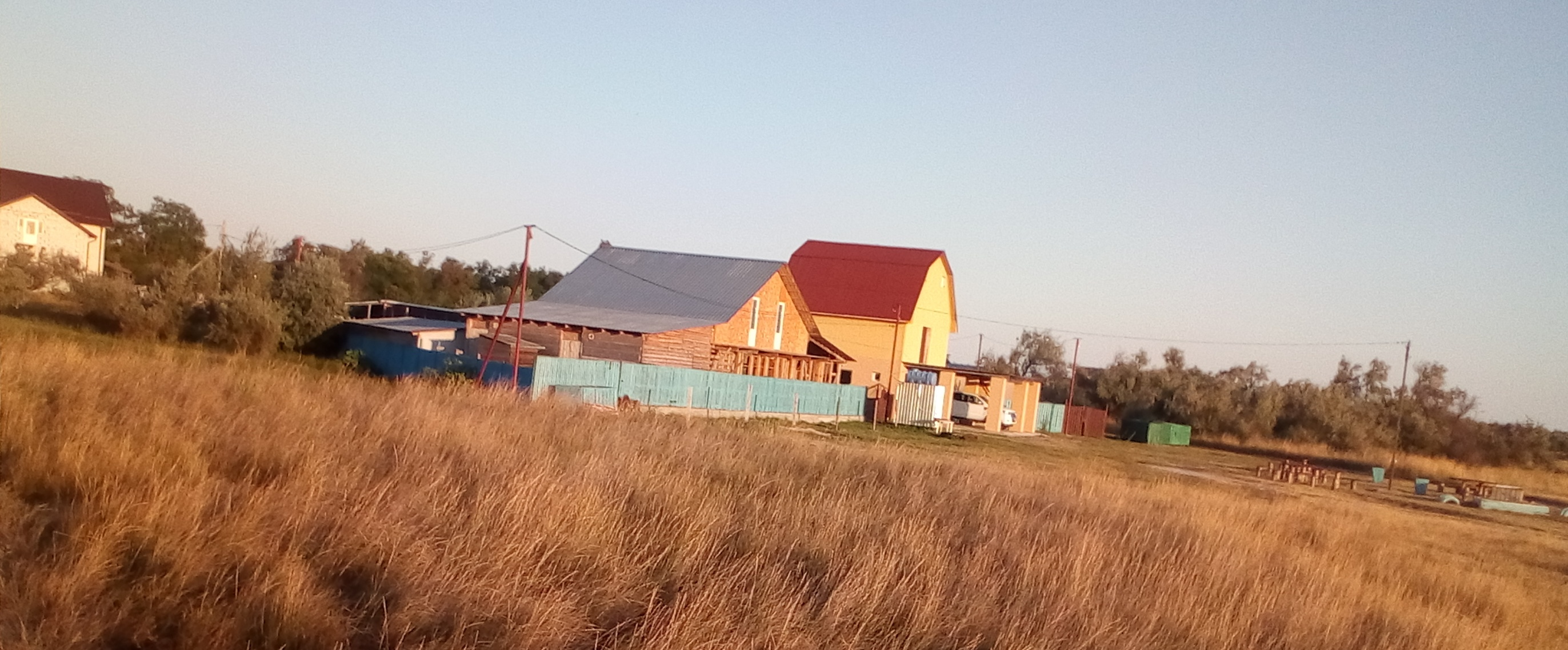
Покровські хутори. Римби.
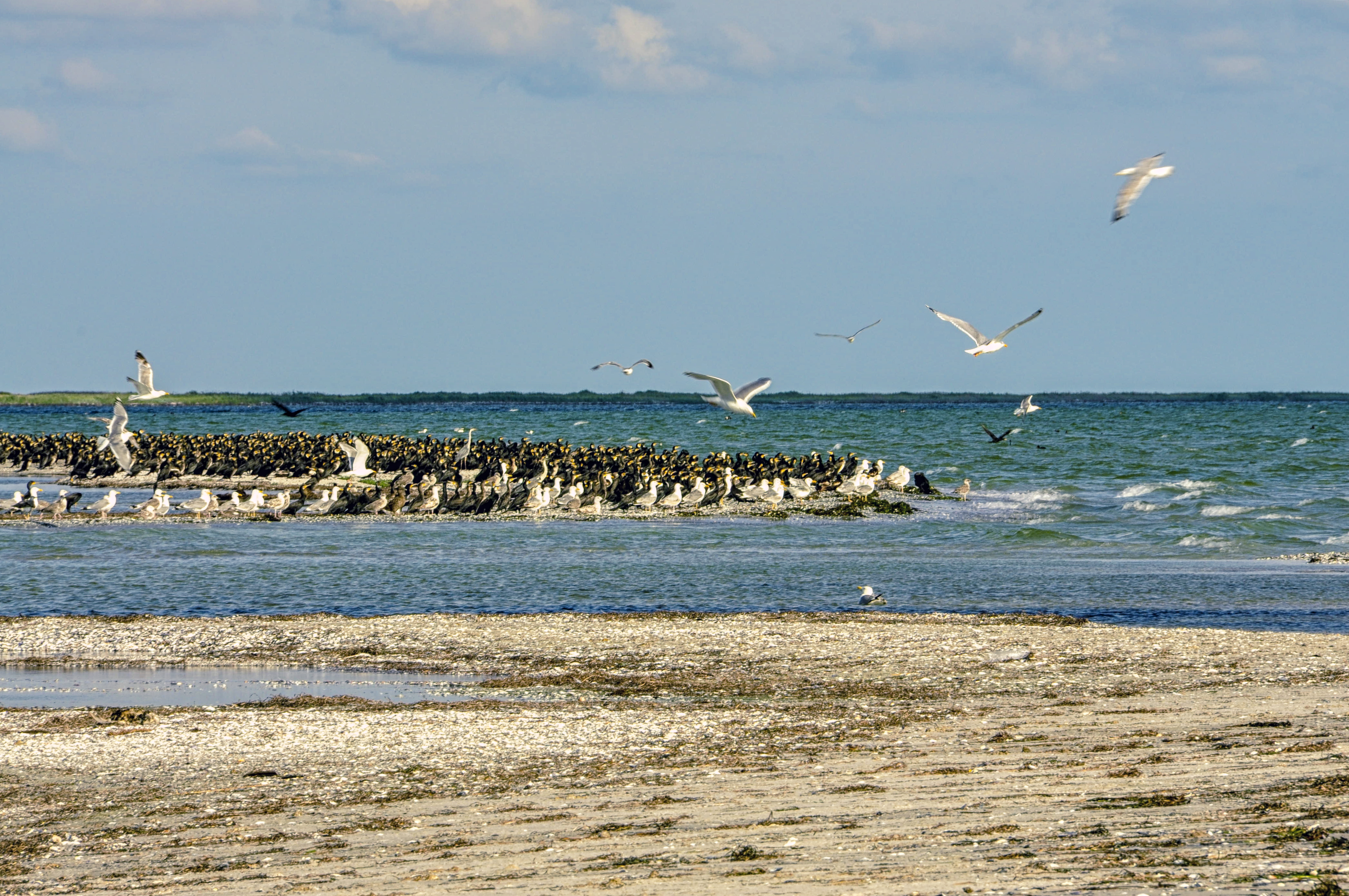
«Пташиний базар» на Кінбурнській косі.
Стінопис на приватному будинку. Автор — Ярослав Онкович, Київ.
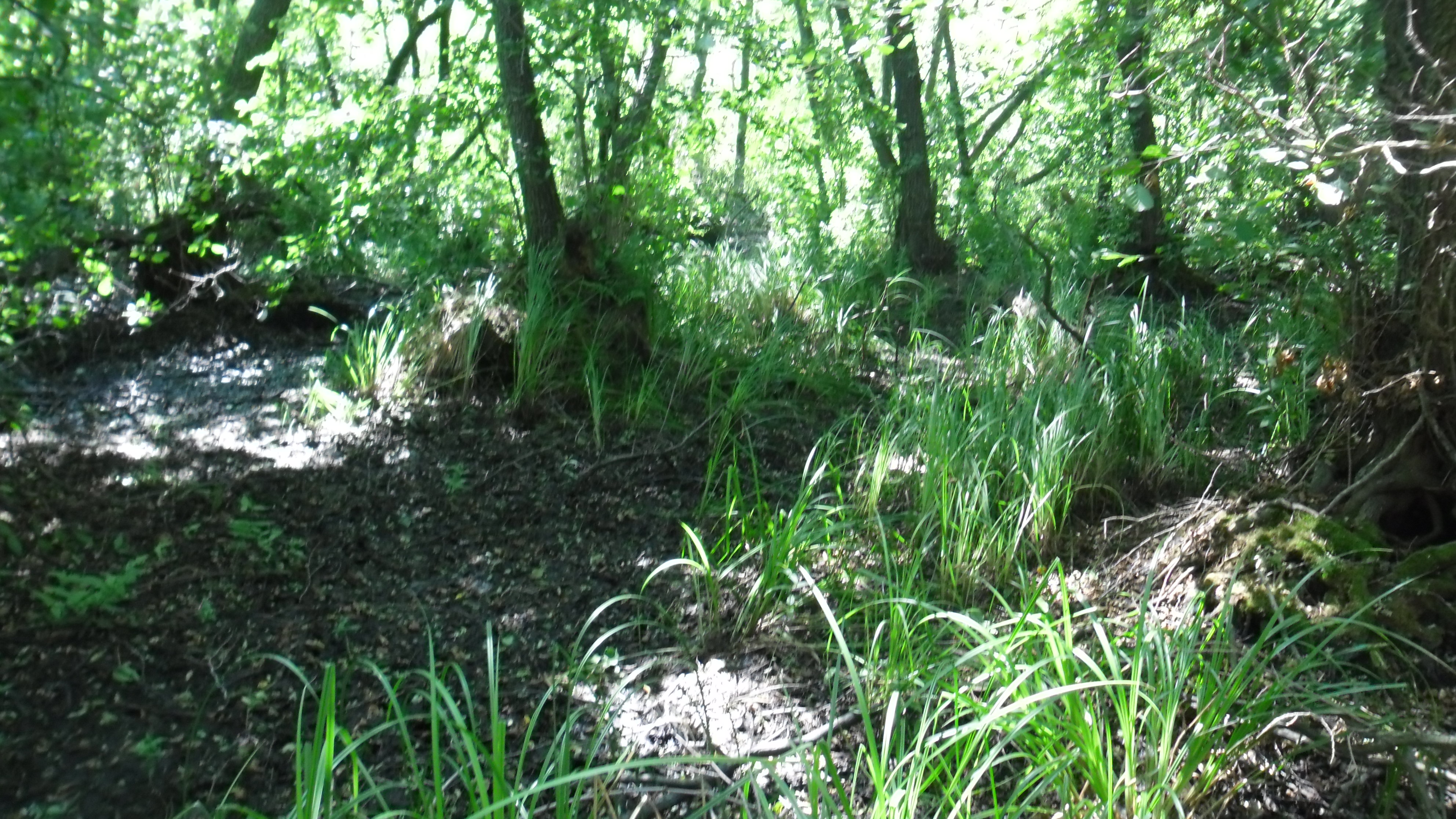
Ковалівська сага
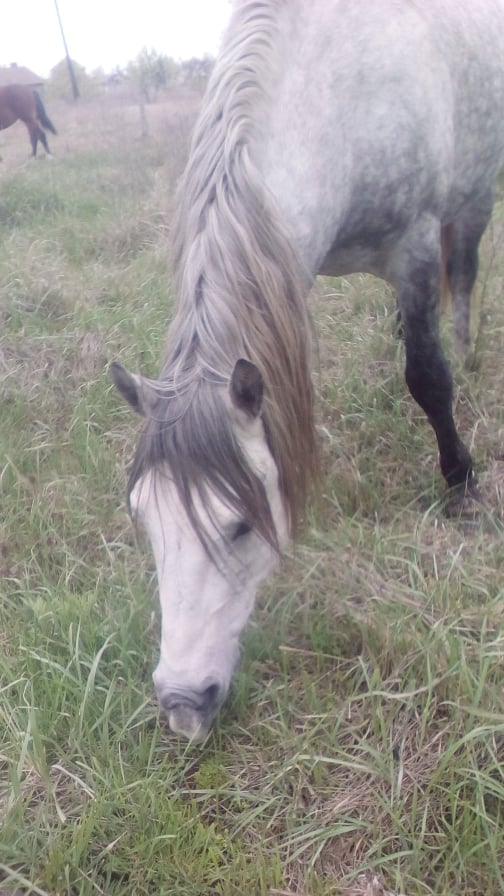
Дикі коні на пасовищі. 2019 рік

## Видатні особи

### Народилися на Кінбурнському півострові
- Матвій Григорович Капуста — власник соляних промислів та великої кількості земель на Кінбурнській косі. Походив із давнього українського козацького роду. Народився в с. Прогної в середині ХІХ ст.
- Глушко Олександр Кіндратович — український прозаїк, журналіст, член Національної спілки письменників, заслужений журналіст України. Кандидат філологічних наук. Головний редактор журналу «Вітчизна». Автор книги художньої публіцистики «Вогні маяків», збірки оповідань «Малиновий гай»; історичного роману «Кінбурн». Народився в с. Покровка.
- Книга Олександр Андрійович — український театральний діяч. Заслужений діяч мистецтв України. Народний артист України. Народився в с. Покровка.
- Коломойцев Микола Миколайович — контрадмірал, капітан криголама «Єрмак» (1902—1904), есмінця «Буйний», який відзначився у Цусімській битві 1905 р.
- Кривульченко Анатолій Іванович — український фізико-географ, доктор географічних наук, професор Центральноукраїнського державного університету імені Володимира Винниченка; автор монографії «Кінбурн: ландшафти, сучасний стан та значення» (Кропивницький, 2016. — 416 с.). Народився в с. Покровські Хутори.
- Висовин Костянтин Гаврилович — Герой Радянського Союзу. Народився в с. Геройське.

### Пов'язані з історією півострова
- Білий Сидір Гнатович (нар. 1735 — пом. 20 червня 1788, Кінбурн) — запорозький старшина, кошовий отаман Чорноморського козацького війська, командувач Чорноморської козацької флотилії, перший дворянський голова Херсонського повіту (1785—1787).

## Інтернет-ресурси
- Кінбурнський півострів на earth.google
- Про Кінбурнський півострів
- Вогненні «сльози» Кінбурна // Дзеркало тижня
- Куди Віктор не повезе Вінграновського // Дзеркало тижня
- Кінбурнська криза // Дзеркало тижня
- Нетоптані стежки Борисфеніди // Дзеркало тижня
- Як татарський «Волос» став українським «Білобережжям» // Урядовий кур'єр[недоступне посилання з липня 2019]
- Фільм про Кінбурнський півострів [Архівовано 1 вересня 2013 у Wayback Machine.] на YouTube